# Llista de topònims de Navès
Llista de topònims (noms propis de lloc) del municipi de Navès, al Solsonès
Informació actualitzada per un bot. Els canvis manuals es perdran quan s'actualitzi!

## abric rocós
| imatge | Nom                    | Ubicat a | instància de | Detalls | coordenades                                                         | Protecció | Commons (més fotos) | Dades a WD                    |
| ------ | ---------------------- | -------- | ------------ | ------- | ------------------------------------------------------------------- | --------- | ------------------- | ----------------------------- |
|        | Balma Roja             | Navès    | abric rocós  |         | 42° 06′ 19″ N, 1° 33′ 16″ E / 42.1052833411814°N,1.55435049266806°E |           |                     | Modifica les dades a Wikidata |
|        | Balma de Cal Tururut   | Navès    | abric rocós  |         | 42° 02′ 29″ N, 1° 37′ 23″ E / 42.0413549541315°N,1.62302595650263°E |           |                     | Modifica les dades a Wikidata |
|        | Balma de la Penyora    | Navès    | abric rocós  |         | 42° 04′ 25″ N, 1° 36′ 37″ E / 42.0736592298522°N,1.610215300233°E   |           |                     | Modifica les dades a Wikidata |
|        | Balma dels Conills     | Navès    | abric rocós  |         | 42° 02′ 23″ N, 1° 38′ 58″ E / 42.039795473113°N,1.6494344112014°E   |           |                     | Modifica les dades a Wikidata |
|        | Balma dels Culleraires | Navès    | abric rocós  |         | 42° 06′ 38″ N, 1° 33′ 27″ E / 42.110617048267°N,1.55737405653608°E  |           |                     | Modifica les dades a Wikidata |
|        | Balma dels Pujols      | Navès    | abric rocós  |         | 42° 03′ 03″ N, 1° 35′ 52″ E / 42.0506949375525°N,1.59777418940743°E |           |                     | Modifica les dades a Wikidata |
|        | Cal Pallars            | Navès    | abric rocós  |         | 42° 05′ 44″ N, 1° 40′ 25″ E / 42.0956295992435°N,1.67371703552116°E |           |                     | Modifica les dades a Wikidata |
|        | la Senyora             | Navès    | abric rocós  |         | 42° 05′ 35″ N, 1° 40′ 11″ E / 42.0931693365824°N,1.66969328262654°E |           |                     | Modifica les dades a Wikidata |
|        | les Baumes             | Navès    | abric rocós  |         | 42° 05′ 49″ N, 1° 38′ 56″ E / 42.0969328678006°N,1.64879089278336°E |           |                     | Modifica les dades a Wikidata |

## arbre singular
| imatge | Nom              | Ubicat a            | instància de   | Detalls                           | coordenades                                                                  | Protecció | Commons (més fotos) | Dades a WD                    |
| ------ | ---------------- | ------------------- | -------------- | --------------------------------- | ---------------------------------------------------------------------------- | --------- | ------------------- | ----------------------------- |
|        | Prunera de Sòbol | Navès               | arbre singular | Taxon: prunera (Prunus domestica) | 42° 07′ 03″ N, 1° 33′ 55″ E / 42.11761222°N,1.56516944°E 1218 msnm           |           |                     | Modifica les dades a Wikidata |
|        | la Pinassa       | les Cases de Posada | arbre singular | Taxon: Pinus nigra (Pinus nigra)  | 42° 05′ 15″ N, 1° 35′ 13″ E / 42.0876129281788°N,1.58686536500818°E 830 msnm |           | La pinassa          | Modifica les dades a Wikidata |

## assentament humà
| imatge | Nom      | Ubicat a    | instància de     | Detalls | coordenades                                                            | Protecció | Commons (més fotos) | Dades a WD                    |
| ------ | -------- | ----------- | ---------------- | ------- | ---------------------------------------------------------------------- | --------- | ------------------- | ----------------------------- |
|        | Albareda | Navès       | assentament humà |         | 41° 59′ 30″ N, 1° 38′ 06″ E / 41.99171388888889°N,1.6350194444444444°E |           |                     | Modifica les dades a Wikidata |
|        | la Móra  | la Valldora | assentament humà |         | 42° 04′ 33″ N, 1° 40′ 56″ E / 42.0758°N,1.68211°E 960 msnm             |           |                     | Modifica les dades a Wikidata |

## castell
| imatge | Nom                    | Ubicat a    | instància de | Detalls      | coordenades | Protecció                                            | Commons (més fotos)          | Dades a WD                    |
| ------ | ---------------------- | ----------- | ------------ | ------------ | --- | ---------------------------------------------------- | ---------------------------- | ----------------------------- |
|        | Castell de Besora      | Besora      | castell      |              | 42° 01′ 46″ N, 1° 35′ 58″ E / 42.029393°N,1.599521°E 841 msnm                                                  | bé d'interès cultural bé cultural d'interès nacional | Castell de Besora (Solsonès) | Modifica les dades a Wikidata |
|        | Castell de Castelló    | Besora      | castell      |              | 42° 03′ 10″ N, 1° 37′ 27″ E / 42.05274°N,1.624199°E 1033 msnm                                                  | bé integrant del patrimoni cultural català           |                              | Modifica les dades a Wikidata |
|        | Castell de Meda        | la Valldora | castell      | 13rd century | 42° 04′ 33″ N, 1° 40′ 55″ E / 42.075748°N,1.681818°E ca:La Móra 960 msnm                                       | bé integrant del patrimoni cultural català           |                              | Modifica les dades a Wikidata |
|        | Castell de Navès       | Navès       | castell      | 16th century | 41° 59′ 27″ N, 1° 38′ 24″ E / 41.9908°N,1.63988°E ca:Al nucli de Navès 612 msnm                                | bé d'interès cultural bé cultural d'interès nacional | Castell de Navès             | Modifica les dades a Wikidata |
|        | Castell de Pujol Melós | Navès       | castell      |              | 42° 01′ 06″ N, 1° 38′ 16″ E / 42.018217°N,1.637705°E 675 msnm                                                  | bé d'interès cultural bé cultural d'interès nacional |                              | Modifica les dades a Wikidata |
|        | Castell de Tarascó     | Besora      | castell      |              | 42° 00′ 27″ N, 1° 37′ 03″ E / 42.0075499919829°N,1.61743969760519°E ca:A tocar de la masia de Tarascó 664 msnm |                                                      |                              | Modifica les dades a Wikidata |

## collada
| imatge | Nom                  | Ubicat a    | instància de               | Detalls                 | coordenades                                                                      | Protecció | Commons (més fotos)   | Dades a WD                    |
| ------ | -------------------- | ----------- | -------------------------- | ----------------------- | -------------------------------------------------------------------------------- | --------- | --------------------- | ----------------------------- |
|        | Coll d'Arques        | Navès       | collada                    |                         | 42° 05′ 27″ N, 1° 36′ 52″ E / 42.09076389°N,1.61453611°E serra de Busa 1241 msnm |           | Coll d'Arques (Navès) | Modifica les dades a Wikidata |
|        | Coll d'Ordrigues     | Navès       | collada                    | Anomenat per: Ordrigues | 42° 05′ 22″ N, 1° 38′ 05″ E / 42.0895°N,1.63475°E serra de Busa 1261 msnm        |           | Coll d'Ordrigues      | Modifica les dades a Wikidata |
|        | Coll de Móra         | Navès       | collada                    |                         | 42° 04′ 29″ N, 1° 38′ 36″ E / 42.074825°N,1.64346944°E 1182 msnm                 |           |                       | Modifica les dades a Wikidata |
|        | Coll de l'Arç        | Navès       | collada                    |                         | 42° 04′ 01″ N, 1° 35′ 49″ E / 42.067°N,1.59686°E 1081 msnm                       |           |                       | Modifica les dades a Wikidata |
|        | Collet de la Fusta   | Navès       | collada                    |                         | 42° 02′ 02″ N, 1° 35′ 31″ E / 42.034°N,1.59195°E 816 msnm                        |           |                       | Modifica les dades a Wikidata |
|        | Collet del Jardí     | Navès       | collada                    |                         | 42° 04′ 22″ N, 1° 34′ 49″ E / 42.07266111°N,1.58022222°E 925 msnm                |           |                       | Modifica les dades a Wikidata |
|        | Collet dels Sarrions | Navès       | collada                    |                         | 42° 03′ 32″ N, 1° 35′ 50″ E / 42.0588°N,1.59722°E 1097 msnm                      |           |                       | Modifica les dades a Wikidata |
|        | Creu de Parcerissa   | Pià         | collada intersecció viària |                         | 42° 04′ 13″ N, 1° 35′ 42″ E / 42.070143104105°N,1.59512203385895°E 1088 msnm     |           |                       | Modifica les dades a Wikidata |
|        | Creu de Puig Rodon   | la Valldora | collada                    |                         | 42° 04′ 47″ N, 1° 41′ 13″ E / 42.0797781483872°N,1.68699509166735°E 1324 msnm    |           |                       | Modifica les dades a Wikidata |
|        | Creueta d'Antigues   | Navès       | collada                    |                         | 42° 02′ 21″ N, 1° 37′ 00″ E / 42.039080697794°N,1.61664757296966°E 906 msnm      |           |                       | Modifica les dades a Wikidata |
|        | la Creu Roja         | Navès       | collada                    |                         | 42° 03′ 20″ N, 1° 36′ 34″ E / 42.0556549257109°N,1.60941157571029°E 982 msnm     |           | Coll de la Creu Roja  | Modifica les dades a Wikidata |

## cova
| imatge | Nom             | Ubicat a | instància de | Detalls | coordenades                                                         | Protecció | Commons (més fotos) | Dades a WD                    |
| ------ | --------------- | -------- | ------------ | ------- | ------------------------------------------------------------------- | --------- | ------------------- | ----------------------------- |
|        | Forat del Pere  | Navès    | cova         |         | 42° 05′ 38″ N, 1° 34′ 20″ E / 42.093817001535°N,1.57221708127198°E  |           |                     | Modifica les dades a Wikidata |
|        | cova de l'Isard | Navès    | cova         |         | 42° 05′ 40″ N, 1° 34′ 15″ E / 42.0944664194365°N,1.570848181799°E   |           |                     | Modifica les dades a Wikidata |
|        | cova del Rabeig | Navès    | cova         |         | 42° 05′ 38″ N, 1° 34′ 33″ E / 42.0938341634545°N,1.57577177968392°E |           |                     | Modifica les dades a Wikidata |

## curs d'aigua
| imatge | Nom                          | Ubicat a                                     | instància de | Detalls                                                                              | coordenades | Protecció | Commons (més fotos)               | Dades a WD                    |
| ------ | ---------------------------- | -------------------------------------------- | ------------ | ------------------------------------------------------------------------------------ | --- | --------- | --------------------------------- | ----------------------------- |
|        | Aigua d'Ora                  | Solsonès Berguedà Bages                      | curs d'aigua | Desemboca: Cardener Llarg: 40.1km Conca: 187km²                                      | 42° 11′ 12″ N, 1° 43′ 51″ E / 42.18677888888889°N,1.730793888888889°E 41° 55′ 39″ N, 1° 39′ 52″ E / 41.927391944444445°N,1.6645138888888888°E                 |           | Aigua d'Ora River                 | Modifica les dades a Wikidata |
|        | Barranc del Reguer           | Navès                                        | curs d'aigua | Desemboca: torrent d'Albereda Llarg: 1.44km Conca: 166ha                             | 41° 58′ 32″ N, 1° 37′ 21″ E / 41.975602°N,1.6225°E 41° 58′ 43″ N, 1° 36′ 33″ E / 41.978545°N,1.609214°E                                                       |           |                                   | Modifica les dades a Wikidata |
|        | Cardener                     | Solsonès Bages                               | curs d'aigua | Desemboca: Llobregat Llarg: 87km Conca: 1374km²                                      | 42° 10′ 54″ N, 1° 34′ 44″ E / 42.181581°N,1.578805°E 41° 40′ 47″ N, 1° 51′ 10″ E / 41.679718°N,1.852642°E                                                     |           | Cardener River                    | Modifica les dades a Wikidata |
|        | Rabeig del Cavall            | Navès Lladurs                                | curs d'aigua | Desemboca: Cardener Llarg: 0.49km                                                    | 42° 05′ 40″ N, 1° 34′ 29″ E / 42.09447°N,1.574757°E 42° 05′ 30″ N, 1° 34′ 45″ E / 42.091547°N,1.579266°E                                                      |           | Rabeig del Cavall                 | Modifica les dades a Wikidata |
|        | Ribera dels Torrents         | Navès                                        | curs d'aigua | Desemboca: rasa de les Cases Llarg: 1.41km Conca: 93ha                               | 42° 05′ 26″ N, 1° 36′ 58″ E / 42.090649°N,1.616132°E 42° 06′ 11″ N, 1° 36′ 50″ E / 42.10311°N,1.613784°E                                                      |           |                                   | Modifica les dades a Wikidata |
|        | Torrent Fondo                | Navès                                        | curs d'aigua | Desemboca: Torrent Morer Llarg: 0.13km                                               | 42° 05′ 48″ N, 1° 39′ 09″ E / 42.096717°N,1.652565°E 42° 05′ 44″ N, 1° 39′ 06″ E / 42.095694°N,1.651734°E                                                     |           |                                   | Modifica les dades a Wikidata |
|        | Torrent Mal                  | Navès Montmajor                              | curs d'aigua | Desemboca: riera de Gargallà Llarg: 5.13km Conca: 424ha                              | 42° 00′ 55″ N, 1° 42′ 31″ E / 42.015232°N,1.708484°E 41° 58′ 40″ N, 1° 41′ 48″ E / 41.977876°N,1.696764°E                                                     |           |                                   | Modifica les dades a Wikidata |
|        | Torrent Moixí                | Navès                                        | curs d'aigua | Desemboca: Aigua d'Ora Llarg: 1.78km Conca: 156ha                                    | 42° 05′ 52″ N, 1° 39′ 48″ E / 42.097674°N,1.663422°E 42° 05′ 14″ N, 1° 40′ 38″ E / 42.087143°N,1.677345°E                                                     |           |                                   | Modifica les dades a Wikidata |
|        | Torrent Morer                | Navès                                        | curs d'aigua | Desemboca: rasa del Fornell Llarg: 2.24km Conca: 181ha                               | 42° 06′ 23″ N, 1° 39′ 00″ E / 42.106502°N,1.649902°E 42° 05′ 20″ N, 1° 39′ 18″ E / 42.088882°N,1.654949°E                                                     |           |                                   | Modifica les dades a Wikidata |
|        | canal d'Orriols              | Navès                                        | curs d'aigua | Desemboca: Torrent Moixí Llarg: 0.86km Conca: 36ha                                   | 42° 05′ 56″ N, 1° 40′ 21″ E / 42.098754°N,1.672485°E 42° 05′ 32″ N, 1° 40′ 22″ E / 42.092096°N,1.672666°E                                                     |           |                                   | Modifica les dades a Wikidata |
|        | canal de Sant Pere           | Navès                                        | curs d'aigua | Desemboca: Aigua d'Ora Llarg: 1.42km Conca: 61ha                                     | 42° 06′ 06″ N, 1° 40′ 43″ E / 42.101796°N,1.678571°E 42° 06′ 05″ N, 1° 41′ 21″ E / 42.101342°N,1.68919°E                                                      |           | Canal de Sant Pere                | Modifica les dades a Wikidata |
|        | canal de les Llenes          | Navès                                        | curs d'aigua | Desemboca: rasa de Vilamala Llarg: 0.82km                                            | 42° 06′ 18″ N, 1° 33′ 50″ E / 42.104947°N,1.563925°E 42° 06′ 38″ N, 1° 33′ 34″ E / 42.110573°N,1.559419°E Clot de Vilamala                                    |           | Canal de les Llenes               | Modifica les dades a Wikidata |
|        | canal del Boïgot dels Pèsols | Odèn Navès                                   | curs d'aigua | Desemboca: torrent de Junts Llarg: 0.87km Conca: 29ha                                | 42° 06′ 51″ N, 1° 32′ 51″ E / 42.114198°N,1.547616°E 42° 06′ 54″ N, 1° 33′ 20″ E / 42.115033°N,1.555635°E Clot de Vilamala                                    |           | Canal del Boïgot dels Pèsols      | Modifica les dades a Wikidata |
|        | canal del Prior              | Lladurs Navès                                | curs d'aigua | Desemboca: rasa de Vilamala Llarg: 0.82km Conca: 318ha                               | 42° 06′ 13″ N, 1° 32′ 57″ E / 42.103474°N,1.549034°E 42° 06′ 39″ N, 1° 33′ 38″ E / 42.110787°N,1.560479°E                                                     |           |                                   | Modifica les dades a Wikidata |
|        | les Set Riberetes            | Guixers Navès                                | curs d'aigua | Desemboca: Cardener Llarg: 3.3km Conca: 218.25ha                                     | 42° 06′ 44″ N, 1° 37′ 52″ E / 42.11222111111111°N,1.63116°E 42° 06′ 55″ N, 1° 36′ 17″ E / 42.11541611111111°N,1.60477°E                                       |           | Les Set Riberetes                 | Modifica les dades a Wikidata |
|        | rasa d'Antigues              | Navès                                        | curs d'aigua | Desemboca: torrent de la Vallanca Llarg: 7.18km Conca: 831ha                         | 42° 04′ 00″ N, 1° 36′ 50″ E / 42.066533°N,1.613915°E 42° 01′ 01″ N, 1° 38′ 22″ E / 42.016926°N,1.639493°E                                                     |           |                                   | Modifica les dades a Wikidata |
|        | rasa de Ca l'Agut            | Navès Montmajor                              | curs d'aigua | Desemboca: Aigua d'Ora Llarg: 2.58km Conca: 334ha                                    | 41° 58′ 57″ N, 1° 38′ 12″ E / 41.982372°N,1.63677°E 41° 58′ 45″ N, 1° 39′ 36″ E / 41.979255°N,1.660051°E                                                      |           |                                   | Modifica les dades a Wikidata |
|        | rasa de Cabanelles           | Navès                                        | curs d'aigua | Desemboca: rasa de Ventolra Llarg: 0.62km Conca: 31ha                                | 42° 05′ 23″ N, 1° 36′ 20″ E / 42.089651°N,1.60547°E 42° 05′ 03″ N, 1° 36′ 20″ E / 42.084101°N,1.605435°E                                                      |           |                                   | Modifica les dades a Wikidata |
|        | rasa de Cal Belluga          | Navès Montmajor                              | curs d'aigua | Desemboca: Torrent Mal Llarg: 2.62km Conca: 159ha Anomenat per: Cal Belluga          | 42° 01′ 21″ N, 1° 42′ 18″ E / 42.022633°N,1.705106°E 42° 00′ 09″ N, 1° 42′ 22″ E / 42.0025°N,1.705991°E                                                       |           |                                   | Modifica les dades a Wikidata |
|        | rasa de Cal Cases            | Navès Olius                                  | curs d'aigua | Desemboca: Cardener Llarg: 2.24km Conca: 196ha                                       | 42° 00′ 24″ N, 1° 36′ 02″ E / 42.00671194444445°N,1.6006730555555555°E 41° 59′ 25″ N, 1° 35′ 26″ E / 41.99017805555555°N,1.590556111111111°E                  |           |                                   | Modifica les dades a Wikidata |
|        | rasa de Cal Maiet            | Navès                                        | curs d'aigua | Desemboca: torrent de l'Alguer Llarg: 2.19km Conca: 79ha                             | 42° 01′ 56″ N, 1° 35′ 54″ E / 42.03223888888889°N,1.5984694444444445°E 42° 00′ 53″ N, 1° 35′ 21″ E / 42.01465°N,1.5892038888888889°E                          |           |                                   | Modifica les dades a Wikidata |
|        | rasa de Cal Poc              | Navès Olius                                  | curs d'aigua | Desemboca: Rasa de Sociats Llarg: 1.55km Conca: 51ha                                 | 42° 01′ 47″ N, 1° 35′ 20″ E / 42.029825°N,1.5887619444444443°E 42° 01′ 09″ N, 1° 34′ 39″ E / 42.01904888888889°N,1.577453888888889°E                          |           |                                   | Modifica les dades a Wikidata |
|        | rasa de Capdevila            | Lladurs Navès                                | curs d'aigua | Desemboca: Cardener Llarg: 2.17km Conca: 136ha Anomenat per: Capdevila               | 42° 06′ 04″ N, 1° 33′ 43″ E / 42.101007°N,1.561839°E 42° 05′ 18″ N, 1° 34′ 39″ E / 42.088468°N,1.577545°E                                                     |           | Rasa de Capdevila                 | Modifica les dades a Wikidata |
|        | rasa de Comadescales         | Navès                                        | curs d'aigua | Desemboca: Aigua d'Ora Llarg: 1.3km Conca: 62ha                                      | 42° 06′ 05″ N, 1° 42′ 19″ E / 42.101469°N,1.705178°E 42° 06′ 08″ N, 1° 41′ 24″ E / 42.102233°N,1.68996°E                                                      |           | Rasa de Comadescales              | Modifica les dades a Wikidata |
|        | rasa de Fontjoana            | Navès Montmajor                              | curs d'aigua | Desemboca: Aigua d'Ora Llarg: 2.53km Conca: 99ha                                     | 42° 01′ 37″ N, 1° 40′ 12″ E / 42.026987°N,1.669919°E 42° 01′ 06″ N, 1° 39′ 06″ E / 42.018279°N,1.651555°E                                                     |           |                                   | Modifica les dades a Wikidata |
|        | rasa de Ginebres             | Navès                                        | curs d'aigua | Desemboca: rasa d'Antigues Llarg: 2km Conca: 97ha Anomenat per: Ginebres             | 42° 05′ 00″ N, 1° 36′ 48″ E / 42.083271°N,1.613212°E 42° 04′ 00″ N, 1° 36′ 50″ E / 42.066533°N,1.613915°E                                                     |           |                                   | Modifica les dades a Wikidata |
|        | rasa de Marcinyac            | Navès                                        | curs d'aigua | Desemboca: torrent de la Vallanca Llarg: 2.14km Conca: 103ha Anomenat per: Marcinyac | 42° 03′ 21″ N, 1° 37′ 09″ E / 42.055769°N,1.619068°E 42° 02′ 36″ N, 1° 37′ 34″ E / 42.043357°N,1.626097°E                                                     |           |                                   | Modifica les dades a Wikidata |
|        | rasa de Peà                  | Navès                                        | curs d'aigua | Desemboca: Cardener Llarg: 4.41km Conca: 453ha Anomenat per: Pià                     | 42° 04′ 22″ N, 1° 35′ 20″ E / 42.0727°N,1.588792°E 42° 02′ 51″ N, 1° 33′ 53″ E / 42.047615°N,1.564655°E                                                       |           | Rasa de Peà                       | Modifica les dades a Wikidata |
|        | rasa de Pujols               | Navès Olius                                  | curs d'aigua | Desemboca: Rasa de Sociats Llarg: 3.99km Conca: 166ha                                | 42° 03′ 15″ N, 1° 35′ 50″ E / 42.05421111111111°N,1.59725°E 42° 01′ 25″ N, 1° 34′ 39″ E / 42.023485°N,1.5774938888888888°E                                    |           |                                   | Modifica les dades a Wikidata |
|        | rasa de Revell               | Navès                                        | curs d'aigua | Desemboca: Cardener Llarg: 1.62km Conca: 117ha Anomenat per: Revell                  | 42° 05′ 25″ N, 1° 36′ 01″ E / 42.090315°N,1.60028°E 42° 05′ 41″ N, 1° 34′ 55″ E / 42.094628°N,1.581865°E                                                      |           |                                   | Modifica les dades a Wikidata |
|        | rasa de Sòria                | Navès                                        | curs d'aigua | Desemboca: Cardener Llarg: 1.87km Conca: 152ha                                       | 42° 04′ 36″ N, 1° 35′ 37″ E / 42.076743°N,1.5935°E 42° 05′ 00″ N, 1° 34′ 28″ E / 42.083372°N,1.574577°E                                                       |           | Rasa de Sòria                     | Modifica les dades a Wikidata |
|        | rasa de Terrers              | Navès Olius                                  | curs d'aigua | Desemboca: rasa de Pujols Llarg: 1.89km Conca: 97ha                                  | 42° 02′ 39″ N, 1° 34′ 46″ E / 42.04425°N,1.579411111111111°E 42° 01′ 44″ N, 1° 34′ 33″ E / 42.02902111111111°N,1.5758430555555556°E                           |           |                                   | Modifica les dades a Wikidata |
|        | rasa de Torrenteller         | Lladurs Navès                                | curs d'aigua | Desemboca: Cardener Llarg: 4.1km Conca: 358ha                                        | 42° 06′ 16″ N, 1° 32′ 41″ E / 42.104422°N,1.544662°E 42° 04′ 40″ N, 1° 34′ 17″ E / 42.077649°N,1.571368°E                                                     |           | Rasa de Torrenteller              | Modifica les dades a Wikidata |
|        | rasa de Torroella            | Guixers Navès Sant Llorenç de Morunys        | curs d'aigua | Desemboca: Cardener Llarg: 4.04km Conca: 3.5km²                                      | 42° 07′ 54″ N, 1° 33′ 19″ E / 42.13165305555555°N,1.55536°E 42° 06′ 34″ N, 1° 35′ 01″ E / 42.10933194444444°N,1.583618888888889°E                             |           | Rasa de Torroella (Cardener)      | Modifica les dades a Wikidata |
|        | rasa de Valielles            | Montmajor Navès                              | curs d'aigua | Desemboca: Aigua d'Ora Llarg: 4.54km Conca: 3.95km²                                  | 42° 06′ 32″ N, 1° 38′ 55″ E / 42.10895305555555°N,1.648505°E 42° 06′ 14″ N, 1° 41′ 25″ E / 42.103766944444445°N,1.690195°E                                    |           |                                   | Modifica les dades a Wikidata |
|        | rasa de Ventolra             | Navès Olius                                  | curs d'aigua | Desemboca: Rasa de Sociats Llarg: 8.97km Conca: 7.58km²                              | 42° 05′ 25″ N, 1° 36′ 50″ E / 42.09017111111111°N,1.613845°E 42° 01′ 24″ N, 1° 34′ 39″ E / 42.02345805555556°N,1.577471111111111°E                            |           | Rasa de Ventolra                  | Modifica les dades a Wikidata |
|        | rasa de Vila-seca            | Navès                                        | curs d'aigua | Desemboca: torrent de la Vallanca Llarg: 2.72km Conca: 112ha                         | 42° 02′ 58″ N, 1° 38′ 23″ E / 42.04945°N,1.639657°E 42° 01′ 40″ N, 1° 38′ 00″ E / 42.02776°N,1.633379°E                                                       |           |                                   | Modifica les dades a Wikidata |
|        | rasa de Vilamala             | Navès Lladurs Odèn                           | curs d'aigua | Desemboca: Cardener Llarg: 2.26m                                                     | 42° 06′ 20″ N, 1° 32′ 49″ E / 42.10548°N,1.546944°E 42° 06′ 28″ N, 1° 34′ 09″ E / 42.107716°N,1.569132°E Clot de Vilamala                                     |           | Rasa de Vilamala                  | Modifica les dades a Wikidata |
|        | rasa de cal Catriques        | Navès Capolat                                | curs d'aigua | Desemboca: Aigua d'Ora Llarg: 2.45km Conca: 190ha                                    | 42° 04′ 29″ N, 1° 41′ 43″ E / 42.074672°N,1.695263°E 42° 05′ 35″ N, 1° 41′ 14″ E / 42.092961°N,1.687185°E                                                     |           | Rasa de cal Catriques             | Modifica les dades a Wikidata |
|        | rasa de la Font del Boix     | Navès Montmajor                              | curs d'aigua | Desemboca: Aigua d'Ora Llarg: 7.4km Conca: 574ha                                     | 42° 01′ 28″ N, 1° 41′ 00″ E / 42.024336°N,1.683211°E 41° 58′ 07″ N, 1° 39′ 50″ E / 41.96849°N,1.663979°E                                                      |           |                                   | Modifica les dades a Wikidata |
|        | rasa de la Font del Forn     | Navès Capolat                                | curs d'aigua | Desemboca: riu del Coll de Jouet Llarg: 1.64km Conca: 88ha                           | 42° 06′ 03″ N, 1° 42′ 41″ E / 42.100894°N,1.711336°E 42° 06′ 39″ N, 1° 43′ 00″ E / 42.110851°N,1.716762°E                                                     |           |                                   | Modifica les dades a Wikidata |
|        | rasa de la Móra              | Navès Montmajor                              | curs d'aigua | Desemboca: Aigua d'Ora Llarg: 2.54km Conca: 286ha Anomenat per: la Móra              | 42° 03′ 57″ N, 1° 41′ 19″ E / 42.065878°N,1.688502°E 42° 04′ 22″ N, 1° 39′ 52″ E / 42.072725°N,1.664493°E                                                     |           |                                   | Modifica les dades a Wikidata |
|        | rasa de la Perera            | Navès                                        | curs d'aigua | Desemboca: rasa d'Antigues Llarg: 3.28km Conca: 228ha Anomenat per: la Perera        | 42° 05′ 34″ N, 1° 37′ 16″ E / 42.0927°N,1.621006°E 42° 04′ 00″ N, 1° 36′ 50″ E / 42.066533°N,1.613915°E                                                       |           | Rasa de la Perera                 | Modifica les dades a Wikidata |
|        | rasa de la Plana             | Navès                                        | curs d'aigua | Desemboca: torrent de la Vallanca Llarg: 2.63km Conca: 172ha                         | 42° 04′ 39″ N, 1° 38′ 24″ E / 42.077458°N,1.639947°E 42° 03′ 17″ N, 1° 37′ 56″ E / 42.054791°N,1.632116°E                                                     |           |                                   | Modifica les dades a Wikidata |
|        | rasa de la Valiella          | Guixers Navès                                | curs d'aigua | Desemboca: Cardener Llarg: 1.8km Conca: 72.52ha                                      | 42° 07′ 01″ N, 1° 37′ 27″ E / 42.116855°N,1.6242169444444443°E 42° 07′ 08″ N, 1° 36′ 33″ E / 42.118921944444445°N,1.609275°E                                  |           | Rasa de la Valiella               | Modifica les dades a Wikidata |
|        | rasa de les Cases            | Navès                                        | curs d'aigua | Desemboca: Cardener Llarg: 4.29km Conca: 781ha Anomenat per: les Cases de Posada     | 42° 06′ 21″ N, 1° 38′ 54″ E / 42.105822°N,1.64826°E 42° 06′ 13″ N, 1° 36′ 22″ E / 42.103665°N,1.606116°E                                                      |           | Rasa de les Cases                 | Modifica les dades a Wikidata |
|        | rasa de les Fraus            | Navès                                        | curs d'aigua | Desemboca: Aigua d'Ora Llarg: 2.83km Conca: 355ha                                    | 42° 05′ 42″ N, 1° 43′ 09″ E / 42.095011°N,1.719133°E 42° 05′ 37″ N, 1° 41′ 18″ E / 42.093696°N,1.688415°E                                                     |           | Rasa de les Fraus                 | Modifica les dades a Wikidata |
|        | rasa del Coscoll             | Navès Montmajor                              | curs d'aigua | Desemboca: riera de Gargallà Llarg: 4.07km Conca: 162ha                              | 42° 01′ 05″ N, 1° 41′ 46″ E / 42.018045°N,1.696077°E 41° 59′ 10″ N, 1° 41′ 52″ E / 41.986237°N,1.697867°E                                                     |           |                                   | Modifica les dades a Wikidata |
|        | rasa del Fornell             | Navès                                        | curs d'aigua | Desemboca: Aigua d'Ora Llarg: 3.77km Conca: 623ha Anomenat per: el Fornell           | 42° 05′ 02″ N, 1° 38′ 29″ E / 42.083796°N,1.641429°E 42° 04′ 50″ N, 1° 40′ 13″ E / 42.080579°N,1.67015°E                                                      |           |                                   | Modifica les dades a Wikidata |
|        | riera de Gargallà            | Navès Montmajor                              | curs d'aigua | Desemboca: Aigua d'Ora Llarg: 10.63km Conca: 18.82km²                                | 42° 01′ 24″ N, 1° 41′ 31″ E / 42.023246°N,1.692081°E 41° 56′ 50″ N, 1° 40′ 41″ E / 41.947216°N,1.678128°E                                                     |           |                                   | Modifica les dades a Wikidata |
|        | riera de Sorregana           | Navès Montmajor                              | curs d'aigua | Desemboca: Aigua d'Ora Llarg: 4.06km Conca: 424ha Anomenat per: Sorregana            | 41° 59′ 47″ N, 1° 41′ 20″ E / 41.99628°N,1.688949°E 41° 57′ 56″ N, 1° 40′ 04″ E / 41.965564°N,1.667905°E                                                      |           |                                   | Modifica les dades a Wikidata |
|        | riera de Tentellatge         | Navès l'Espunyola Montmajor                  | curs d'aigua | Desemboca: Aigua d'Ora Llarg: 11.33km Conca: 14.6km² Anomenat per: Tentellatge       | 42° 04′ 12″ N, 1° 41′ 54″ E / 42.070109°N,1.698384°E 41° 59′ 31″ N, 1° 39′ 07″ E / 41.991978°N,1.652039°E                                                     |           |                                   | Modifica les dades a Wikidata |
|        | riera de l'Hospital          | Navès l'Espunyola Montmajor                  | curs d'aigua | Desemboca: riera de Navel Llarg: 19.2km                                              | 42° 03′ 40″ N, 1° 42′ 18″ E / 42.061159°N,1.704885°E 41° 56′ 25″ N, 1° 44′ 09″ E / 41.940148°N,1.735926°E                                                     |           |                                   | Modifica les dades a Wikidata |
|        | torrent d'Albereda           | Navès Clariana de Cardener                   | curs d'aigua | Desemboca: Cardener Llarg: 7.91km Conca: 10.8km²                                     | 42° 01′ 48″ N, 1° 36′ 02″ E / 42.029873888888886°N,1.6005330555555557°E 41° 58′ 43″ N, 1° 36′ 34″ E / 41.97870805555556°N,1.6093069444444446°E                |           |                                   | Modifica les dades a Wikidata |
|        | torrent de Can Feliu         | Navès                                        | curs d'aigua | Desemboca: Aigua d'Ora Llarg: 6.53km Conca: 573ha Anomenat per: Can Feliu            | 42° 02′ 11″ N, 1° 36′ 13″ E / 42.03647°N,1.603701°E 41° 59′ 49″ N, 1° 39′ 01″ E / 41.997082°N,1.650286°E                                                      |           |                                   | Modifica les dades a Wikidata |
|        | torrent de Junts             | Guixers Navès                                | curs d'aigua | Desemboca: rasa de Vilamala Llarg: 2.72km Conca: 3.19km²                             | 42° 07′ 55″ N, 1° 33′ 14″ E / 42.13203388888889°N,1.553778888888889°E 42° 06′ 38″ N, 1° 33′ 34″ E / 42.11056194444444°N,1.5594319444444444°E Clot de Vilamala |           | Torrent de Junts                  | Modifica les dades a Wikidata |
|        | torrent de Merlí             | Navès                                        | curs d'aigua | Desemboca: rasa de Peà Llarg: 2.72km Conca: 196ha                                    | 42° 04′ 24″ N, 1° 35′ 35″ E / 42.073461°N,1.593181°E 42° 03′ 07″ N, 1° 34′ 50″ E / 42.051912°N,1.580666°E                                                     |           |                                   | Modifica les dades a Wikidata |
|        | torrent de Sant Grau         | Navès Clariana de Cardener Montmajor Cardona | curs d'aigua | Desemboca: Cardener Llarg: 5.5km Conca: 7.87km²                                      | 41° 58′ 02″ N, 1° 37′ 24″ E / 41.96714694444445°N,1.6232219444444445°E 41° 56′ 11″ N, 1° 39′ 15″ E / 41.936281111111114°N,1.6542838888888889°E                |           |                                   | Modifica les dades a Wikidata |
|        | torrent de Vilamala          | Navès Montmajor                              | curs d'aigua | Desemboca: rasa de Valielles Llarg: 1.48km Conca: 86ha Anomenat per: Vilamala        | 42° 06′ 12″ N, 1° 39′ 50″ E / 42.10335°N,1.663787°E 42° 06′ 30″ N, 1° 40′ 29″ E / 42.108407°N,1.674663°E                                                      |           | Torrent de Vilamala (Aigua d'Ora) | Modifica les dades a Wikidata |
|        | torrent de l'Alguer          | Navès Olius                                  | curs d'aigua | Desemboca: Cardener Llarg: 5.01km Conca: 4.36km²                                     | 42° 02′ 06″ N, 1° 36′ 00″ E / 42.03504805555555°N,1.600075°E 41° 59′ 58″ N, 1° 35′ 00″ E / 41.999325°N,1.5833269444444444°E                                   |           |                                   | Modifica les dades a Wikidata |
|        | torrent de la Vallanca       | Navès                                        | curs d'aigua | Desemboca: Aigua d'Ora Llarg: 11.42km Conca: 2026ha                                  | 42° 05′ 38″ N, 1° 37′ 52″ E / 42.093992°N,1.631123°E 42° 00′ 42″ N, 1° 39′ 05″ E / 42.011546°N,1.651497°E                                                     |           | Torrent de la Vallanca            | Modifica les dades a Wikidata |
|        | torrent de les Esglesietes   | Navès                                        | curs d'aigua | Desemboca: rasa de Vilamala Llarg: 0.79km Conca: 19ha                                | 42° 06′ 59″ N, 1° 33′ 55″ E / 42.11635°N,1.565266°E 42° 06′ 36″ N, 1° 33′ 53″ E / 42.110029°N,1.564647°E Clot de Vilamala                                     |           |                                   | Modifica les dades a Wikidata |

## edifici
| imatge | Nom                 | Ubicat a    | instància de | Detalls | coordenades                                                                  | Protecció | Commons (més fotos) | Dades a WD                    |
| ------ | ------------------- | ----------- | ------------ | ------- | ---------------------------------------------------------------------------- | --------- | ------------------- | ----------------------------- |
|        | l'Estudi            | la Valldora | edifici      |         | 42° 02′ 58″ N, 1° 39′ 25″ E / 42.049359°N,1.656987°E 650 msnm                |           |                     | Modifica les dades a Wikidata |
|        | la Llosa del Cavall | Pià         | edifici      |         | 42° 05′ 17″ N, 1° 34′ 30″ E / 42.0881064354844°N,1.57506565027474°E 723 msnm |           |                     | Modifica les dades a Wikidata |

## entitat singular de població
| imatge | Nom                 | Ubicat a | instància de                                   | Detalls | coordenades                                                        | Protecció | Commons (més fotos) | Dades a WD                    |
| ------ | ------------------- | -------- | ---------------------------------------------- | ------- | ------------------------------------------------------------------ | --------- | ------------------- | ----------------------------- |
|        | Besora              | Navès    | entitat singular de població                   | 52 hab  | 42° 01′ 39″ N, 1° 35′ 54″ E / 42.02737°N,1.598224°E 823 msnm       |           | Besora (Navès)      | Modifica les dades a Wikidata |
|        | Busa                | Navès    | entitat singular de població                   | 9 hab   | 42° 06′ 09″ N, 1° 38′ 49″ E / 42.102575°N,1.646846°E 1374 msnm     |           | Busa (Navès)        | Modifica les dades a Wikidata |
|        | Linya               | Navès    | entitat singular de població                   | 34 hab  | 41° 58′ 07″ N, 1° 37′ 19″ E / 41.96856111°N,1.621875°E 665 msnm    |           | Linya (Navès)       | Modifica les dades a Wikidata |
|        | Navès               | Navès    | entitat singular de població capital municipal | 133 hab | 41° 59′ 28″ N, 1° 38′ 23″ E / 41.99110676°N,1.63961203°E 609 msnm  |           |                     | Modifica les dades a Wikidata |
|        | Pegueroles          | Navès    | entitat singular de població                   | 19 hab  | 41° 59′ 26″ N, 1° 42′ 18″ E / 41.9905°N,1.705°E 662 msnm           |           |                     | Modifica les dades a Wikidata |
|        | Tentellatge         | Navès    | entitat singular de població                   | 16 hab  | 42° 02′ 02″ N, 1° 40′ 45″ E / 42.03387389°N,1.67920833°E 760 msnm  |           | Tentellatge (Navès) | Modifica les dades a Wikidata |
|        | la Selva            | Navès    | entitat singular de població                   | 11 hab  | 42° 04′ 51″ N, 1° 38′ 41″ E / 42.08088611°N,1.64463889°E 1053 msnm |           | La Selva (Navès)    | Modifica les dades a Wikidata |
|        | la Valldora         | Navès    | entitat singular de població                   | 21 hab  | 42° 05′ 08″ N, 1° 40′ 35″ E / 42.08555417°N,1.67625278°E 755 msnm  |           | La Valldora         | Modifica les dades a Wikidata |
|        | les Cases de Posada | Navès    | entitat singular de població                   | 7 hab   | 42° 06′ 36″ N, 1° 35′ 57″ E / 42.11004444°N,1.59922778°E 825 msnm  |           | Les Cases de Posada | Modifica les dades a Wikidata |

## església
| imatge | Nom                                                   | Ubicat a            | instància de                 | Detalls                                                                                           | coordenades | Protecció                                            | Commons (més fotos)                 | Dades a WD                    |
| ------ | ----------------------------------------------------- | ------------------- | ---------------------------- | ------------------------------------------------------------------------------------------------- | --- | ---------------------------------------------------- | ----------------------------------- | ----------------------------- |
|        | Casa i ermita de Santa Llúcia                         | Santa Llúcia        | església masia               | Estil: arquitectura neoclàssica 17th century                                                      | 41° 59′ 26″ N, 1° 37′ 50″ E / 41.9906°N,1.63053°E ca:C-26 Ctra. Berga, km 116,6 633 msnm                          | bé integrant del patrimoni cultural català           | Casa i ermita de Santa Llúcia       | Modifica les dades a Wikidata |
|        | Ermita de Sant Iscle i Santa Victòria de Casa Llobeta | les Cases de Posada | església                     | Estil: arquitectura romànica 12nd century                                                         | 42° 06′ 33″ N, 1° 36′ 35″ E / 42.109128°N,1.609625°E ca:Plans de casa Llobeta de Busa 1013 msnm                   | bé cultural d'interès local                          | Sant Iscle i Santa Victòria de Busa | Modifica les dades a Wikidata |
|        | Sant Andreu de Linya                                  | Linya               | església església parroquial | Estil: arquitectura neoclàssica arquitectura popular 17th century                                 | 41° 58′ 07″ N, 1° 37′ 18″ E / 41.9687°N,1.62171°E 665 msnm                                                        | bé integrant del patrimoni cultural català           | Sant Andreu de Linya                | Modifica les dades a Wikidata |
|        | Sant Andreu de Pujol Melós                            | Navès               | església                     | Estil: arquitectura romànica 9th century                                                          | 42° 01′ 07″ N, 1° 38′ 13″ E / 42.0186°N,1.63681°E ca:C-26 Ctra. Berga, km 119,4, pista esquerra 676 msnm          | bé integrant del patrimoni cultural català           | Sant Andreu de Pujol Melós          | Modifica les dades a Wikidata |
|        | Sant Andreu de la Móra                                | la Valldora         | església                     | Estil: arquitectura romànica                                                                      | 42° 04′ 33″ N, 1° 40′ 55″ E / 42.075867°N,1.682053°E ca:a la Valldora 960 msnm                                    |                                                      | Sant Andreu de la Móra              | Modifica les dades a Wikidata |
|        | Sant Corneli d'Antigues Altes                         | Besora              | església ermita              |                                                                                                   | 42° 02′ 13″ N, 1° 37′ 22″ E / 42.0369117790022°N,1.62277153497766°E ca:Prop de la masia d'Antigues Altes 935 msnm |                                                      |                                     | Modifica les dades a Wikidata |
|        | Sant Cristòfol de Busa                                | Busa                | església església parroquial | Estil: arquitectura romànica arquitectura neoclàssica 11st century                                | 42° 06′ 09″ N, 1° 38′ 48″ E / 42.1026°N,1.64676°E 1373 msnm                                                       | bé integrant del patrimoni cultural català           | Sant Cristòfol de Busa              | Modifica les dades a Wikidata |
|        | Sant Esteve del Bosc                                  | Besora              | església ermita              |                                                                                                   | 42° 02′ 02″ N, 1° 36′ 23″ E / 42.033929°N,1.606514°E 900 msnm                                                     |                                                      |                                     | Modifica les dades a Wikidata |
|        | Sant Grau d'Anglerill                                 | Linya               | església                     | Estil: arquitectura preromànica arquitectura romànica 10th century                                | 41° 57′ 24″ N, 1° 38′ 27″ E / 41.956619°N,1.640767°E 570 msnm                                                     | bé integrant del patrimoni cultural català           | Sant Grau d'Anglerill               | Modifica les dades a Wikidata |
|        | Sant Jaume de Coll d'Arques                           | Busa                | església ermita              | Estil: arquitectura popular                                                                       | 42° 05′ 24″ N, 1° 37′ 05″ E / 42.090049002339°N,1.6180169255811°E ca:Camí de Busa, coll d'Arques 1251 msnm        |                                                      | Sant Jaume de Coll d'Arques         | Modifica les dades a Wikidata |
|        | Sant Jaume de Peà                                     | Pià                 | església                     | Estil: arquitectura romànica 11st century                                                         | 42° 04′ 01″ N, 1° 34′ 55″ E / 42.067°N,1.58185°E 957 msnm                                                         | bé integrant del patrimoni cultural català           | Sant Jaume de Peà                   | Modifica les dades a Wikidata |
|        | Sant Lleïr de la Valldora                             | la Valldora         | església                     |                                                                                                   | 42° 05′ 09″ N, 1° 40′ 34″ E / 42.0858507858398°N,1.67623008129977°E 759 msnm                                      |                                                      | Sant Lleïr de la Valldora           | Modifica les dades a Wikidata |
|        | Sant Martí de Pegueroles                              | Pegueroles          | església                     | Estil: arquitectura romànica 11st century Anomenat per: Sant Martí de Tours                       | 41° 59′ 25″ N, 1° 42′ 17″ E / 41.990314°N,1.704841°E 662 msnm                                                     | bé integrant del patrimoni cultural català           |                                     | Modifica les dades a Wikidata |
|        | Sant Martí de Tentellatge                             | Tentellatge         | església                     | Estil: arquitectura neoclàssica 18th century                                                      | 42° 02′ 02″ N, 1° 40′ 46″ E / 42.0338°N,1.67933°E ca:Ctra. C-26 Solsona-Berga, km 125,8 760 msnm                  | bé integrant del patrimoni cultural català           | Sant Martí de Tentellatge           | Modifica les dades a Wikidata |
|        | Sant Martí de Vila-seca                               | Navès               | església ermita              | Anomenat per: Vila-seca                                                                           | 42° 01′ 31″ N, 1° 38′ 42″ E / 42.0253699752503°N,1.64507725826908°E 786 msnm                                      |                                                      | Sant Martí de Vila-seca             | Modifica les dades a Wikidata |
|        | Sant Martí de Vilapedrers                             | Linya               | església                     | Estil: arquitectura romànica 12nd century                                                         | 41° 57′ 59″ N, 1° 37′ 02″ E / 41.966351°N,1.617172°E ca:Prop de la masia de cal Rosas 681 msnm                    | bé integrant del patrimoni cultural català           | Sant Martí de Vilapedrers           | Modifica les dades a Wikidata |
|        | Sant Martí de les Serres                              | la Selva            | església                     | Estil: arquitectura romànica 11st century                                                         | 42° 04′ 38″ N, 1° 38′ 03″ E / 42.0773°N,1.63415°E 1206 msnm                                                       | bé integrant del patrimoni cultural català           | Sant Martí de les Serres            | Modifica les dades a Wikidata |
|        | Sant Miquel de Marcinyac                              | Besora              | església                     | Estil: arquitectura neoclàssica arquitectura popular 17th century Anomenat per: Marcinyac         | 42° 03′ 31″ N, 1° 37′ 05″ E / 42.0587°N,1.61809°E ca:Prop de la masia Marcinyac 1068 msnm                         | bé integrant del patrimoni cultural català           | Sant Miquel de Marcinyac            | Modifica les dades a Wikidata |
|        | Sant Miquel de Vilandeny                              | Vilandeny           | església                     | Estil: arquitectura romànica arquitectura neoclàssica 12nd century                                | 41° 58′ 36″ N, 1° 41′ 06″ E / 41.976566°N,1.684961°E 584 msnm                                                     | bé integrant del patrimoni cultural català           | Sant Miquel de Vilandeny            | Modifica les dades a Wikidata |
|        | Sant Miquel del Soler de Gramoneda                    | la Selva            | església                     | Estil: arquitectura romànica arquitectura gòtica 12nd century Anomenat per: el Soler de Gramoneda | 42° 03′ 02″ N, 1° 38′ 29″ E / 42.0506°N,1.64152°E ca:Prop de la masia del Soler de Gramoneda 1035 msnm            | bé integrant del patrimoni cultural català           | Sant Miquel del Soler de Gramoneda  | Modifica les dades a Wikidata |
|        | Sant Pere Màrtir de Ventolra                          | Besora              | església ermita              | 11st century Anomenat per: Ventolra                                                               | 42° 02′ 10″ N, 1° 36′ 11″ E / 42.0362395722084°N,1.60292454191089°E ca:Prop de la masia de Ventolra 945 msnm      |                                                      | Sant Pere Màrtir de Ventolra        | Modifica les dades a Wikidata |
|        | Sant Pere de Graudescales                             | la Valldora         | església monestir            | Estil: arquitectura romànica 12nd century                                                         | 42° 06′ 08″ N, 1° 41′ 21″ E / 42.1022°N,1.68917°E 826 msnm                                                        | bé d'interès cultural bé cultural d'interès nacional | Sant Pere de Graudescales           | Modifica les dades a Wikidata |
|        | Sant Quirze de ca l'Esteve                            | Navès               | església capella             | Estil: arquitectura romànica                                                                      | 42° 00′ 52″ N, 1° 37′ 30″ E / 42.01457°N,1.624905°E 658 msnm                                                      |                                                      |                                     | Modifica les dades a Wikidata |
|        | Sant Ramon de Cortielles                              | Pegueroles          | església capella             | Anomenat per: Cortielles                                                                          | 42° 00′ 15″ N, 1° 41′ 49″ E / 42.0040682913766°N,1.69705404930399°E ca:A la masia de Cortielles 717 msnm          |                                                      |                                     | Modifica les dades a Wikidata |
|        | Sant Serni de Besora                                  | Besora              | església església parroquial | Estil: arquitectura popular 17th century                                                          | 42° 01′ 39″ N, 1° 35′ 54″ E / 42.0274°N,1.59828°E ca:Nucli de Besora 723 msnm                                     | bé integrant del patrimoni cultural català           | Sant Serni de Besora                | Modifica les dades a Wikidata |
|        | Sant Tomàs d'Albareda                                 | Navès               | església                     | Estil: arquitectura neoclàssica arquitectura popular 17th century Anomenat per: Albereda          | 41° 59′ 16″ N, 1° 36′ 39″ E / 41.9879°N,1.61087°E ca:A la masia de Albareda 599 msnm                              |                                                      |                                     | Modifica les dades a Wikidata |
|        | Santa Cecília dels Pujols                             | Besora              | església ermita              | Estat: ruïnós                                                                                     | 42° 02′ 24″ N, 1° 35′ 13″ E / 42.039897°N,1.586941°E 843 msnm                                                     |                                                      |                                     | Modifica les dades a Wikidata |
|        | Santa Eulàlia de Posada                               | les Cases de Posada | església                     | Estil: arquitectura romànica arquitectura popular                                                 | 42° 06′ 36″ N, 1° 35′ 57″ E / 42.109933°N,1.599227°E 824 msnm                                                     |                                                      | Santa Eulàlia de Posada             | Modifica les dades a Wikidata |
|        | Santa Eulàlia de la Vall d'Ora                        | la Valldora         | església església parroquial |                                                                                                   | 42° 03′ 23″ N, 1° 39′ 18″ E / 42.056265°N,1.655003888888889°E ca:A la dreta de l'aigua d'Ora 729 msnm             |                                                      |                                     | Modifica les dades a Wikidata |
|        | Santa Magdalena de les Planes                         | Besora              | església                     | Estil: arquitectura romànica 11st century Anomenat per: les Planes de Besora                      | 42° 00′ 36″ N, 1° 36′ 02″ E / 42.0101°N,1.6005°E ca:Prop de la masia de les Planes de Besora 680 msnm             | bé integrant del patrimoni cultural català           | Santa Magdalena de les Planes       | Modifica les dades a Wikidata |
|        | Santa Margarida de Navès                              | Navès               | església església parroquial | Estil: arquitectura neoclàssica 17th century                                                      | 41° 59′ 30″ N, 1° 38′ 06″ E / 41.9917°N,1.63488°E ca:C-26 Ctra. Berga km 117 609 msnm                             | bé integrant del patrimoni cultural català           | Santa Margarida de Navès            | Modifica les dades a Wikidata |
|        | Santa Margarida de Vilella                            | la Valldora         | església ermita              | Estil: arquitectura romànica Anomenat per: Vilella                                                | 42° 05′ 34″ N, 1° 42′ 50″ E / 42.0928632973437°N,1.71394429605204°E ca:Prop de la masia de Vilella 1121 msnm      |                                                      | Santa Margarida de Vilella          | Modifica les dades a Wikidata |
|        | Santa Maria d'Ossea                                   | Navès               | església                     | Estil: arquitectura neoclàssica arquitectura popular 18th century                                 | 42° 00′ 13″ N, 1° 38′ 28″ E / 42.0035°N,1.64108°E ca:A tocar de la masia de can Feliu 598 msnm                    | bé integrant del patrimoni cultural català           | Santa Maria d'Ossea                 | Modifica les dades a Wikidata |
|        | Santa Maria de Castelló                               | Besora              | església ermita              | Anomenat per: Castelló                                                                            | 42° 03′ 12″ N, 1° 37′ 28″ E / 42.0532407577654°N,1.62431601874408°E ca:Prop de la masia Castelló 1035 msnm        |                                                      |                                     | Modifica les dades a Wikidata |
|        | la Puríssima de Postils                               | Tentellatge         | església capella             |                                                                                                   | 42° 02′ 26″ N, 1° 39′ 55″ E / 42.0404672506882°N,1.66528389496147°E ca:A la masia de Postils 846 msnm             |                                                      | La Puríssima de Postils             | Modifica les dades a Wikidata |

## font
| imatge | Nom                 | Ubicat a            | instància de | Detalls | coordenades                                                                   | Protecció | Commons (més fotos)        | Dades a WD                    |
| ------ | ------------------- | ------------------- | ------------ | ------- | ----------------------------------------------------------------------------- | --------- | -------------------------- | ----------------------------- |
|        | font d'Heura        | la Valldora         | font         |         | 42° 03′ 57″ N, 1° 40′ 37″ E / 42.0658199176993°N,1.67693644310644°E 1064 msnm |           |                            | Modifica les dades a Wikidata |
|        | font de Cal Jardí   | Pià                 | font         |         | 42° 04′ 38″ N, 1° 34′ 38″ E / 42.077234096674°N,1.57709811426757°E 810 msnm   |           |                            | Modifica les dades a Wikidata |
|        | font de Cal Ventura | Linya               | font         |         | 41° 58′ 26″ N, 1° 36′ 44″ E / 41.973796729853°N,1.6120848993776°E 600 msnm    |           |                            | Modifica les dades a Wikidata |
|        | font de Capdevila   | Pegueroles          | font         |         | 41° 59′ 34″ N, 1° 42′ 45″ E / 41.9927053403481°N,1.71249786007142°E 625 msnm  |           |                            | Modifica les dades a Wikidata |
|        | font de Matacans    | Besora              | font         |         | 42° 03′ 06″ N, 1° 36′ 12″ E / 42.0517094424141°N,1.60341933178504°E 825 msnm  |           |                            | Modifica les dades a Wikidata |
|        | font de Ramis       | Besora              | font         |         | 42° 02′ 33″ N, 1° 37′ 57″ E / 42.0424685058527°N,1.63254700410167°E 880 msnm  |           |                            | Modifica les dades a Wikidata |
|        | font de Tolosa      | Tentellatge         | font         |         | 42° 01′ 48″ N, 1° 41′ 23″ E / 42.0299401696558°N,1.68962803779819°E 780 msnm  |           |                            | Modifica les dades a Wikidata |
|        | font de Vila-roja   | Pià                 | font         |         | 42° 03′ 32″ N, 1° 34′ 14″ E / 42.058785°N,1.570606°E 700 msnm                 |           |                            | Modifica les dades a Wikidata |
|        | font de la Boixassa | Pià                 | font         |         | 42° 04′ 53″ N, 1° 34′ 24″ E / 42.0813106887107°N,1.57321084154024°E 650 msnm  |           |                            | Modifica les dades a Wikidata |
|        | font de la Dou      | les Cases de Posada | font         |         | 42° 06′ 12″ N, 1° 37′ 23″ E / 42.103264°N,1.622978°E 1090 msnm                |           | Font de la Dou             | Modifica les dades a Wikidata |
|        | font de la Frau     | la Valldora         | font         |         | 42° 05′ 38″ N, 1° 41′ 23″ E / 42.09397°N,1.689595°E 805 msnm                  |           |                            | Modifica les dades a Wikidata |
|        | font de la Sort     | Besora              | font         |         | 42° 02′ 28″ N, 1° 36′ 43″ E / 42.0410942877532°N,1.61185561276822°E 825 msnm  |           |                            | Modifica les dades a Wikidata |
|        | font de la Vinyeta  | Pià                 | font         |         | 42° 04′ 18″ N, 1° 35′ 58″ E / 42.0716183056296°N,1.59939279446467°E 1025 msnm |           |                            | Modifica les dades a Wikidata |
|        | font del Pujàs      | Busa                | font         |         | 42° 06′ 07″ N, 1° 40′ 12″ E / 42.1019536428239°N,1.66996920643218°E 1159 msnm |           |                            | Modifica les dades a Wikidata |
|        | font del Rabeig     | Navès               | font         |         | 42° 05′ 31″ N, 1° 34′ 36″ E / 42.0918922033549°N,1.57677048162426°E 740 msnm  |           | Font del Rabeig del Cavall | Modifica les dades a Wikidata |

## hàbitat troglodític
| imatge | Nom         | Ubicat a | instància de        | Detalls | coordenades                                                                   | Protecció | Commons (més fotos) | Dades a WD                    |
| ------ | ----------- | -------- | ------------------- | ------- | ----------------------------------------------------------------------------- | --------- | ------------------- | ----------------------------- |
|        | Cal Cabreró | Busa     | hàbitat troglodític |         | 42° 05′ 46″ N, 1° 39′ 56″ E / 42.0960857739478°N,1.66567804378382°E 1135 msnm |           |                     | Modifica les dades a Wikidata |
|        | Cal Tururut | Besora   | hàbitat troglodític |         | 42° 02′ 27″ N, 1° 37′ 27″ E / 42.0407836022114°N,1.62419817379012°E 840 msnm  |           |                     | Modifica les dades a Wikidata |

## indret
| imatge | Nom                 | Ubicat a                         | instància de | Detalls                       | coordenades                                                                                 | Protecció | Commons (més fotos)  | Dades a WD                    |
| ------ | ------------------- | -------------------------------- | ------------ | ----------------------------- | ------------------------------------------------------------------------------------------- | --------- | -------------------- | ----------------------------- |
|        | Cingle de l'Areny   | Busa                             | indret       |                               | 42° 05′ 52″ N, 1° 37′ 20″ E / 42.097886°N,1.622268°E 1225 1275 msnm                         |           | Cingle de l'Areny    | Modifica les dades a Wikidata |
|        | Cingle de la Creu   | Navès                            | indret       |                               | 42° 05′ 38″ N, 1° 38′ 24″ E / 42.09391389°N,1.64000278°E serra de Busa 1250 1408 msnm       |           | Cingle de la Creu    | Modifica les dades a Wikidata |
|        | Cinglera de Sòria   | Navès                            | indret       | Anomenat per: Sòria           | 42° 04′ 53″ N, 1° 35′ 37″ E / 42.081283°N,1.593604°E 1125 1225 msnm                         |           | Cinglera de Sòria    | Modifica les dades a Wikidata |
|        | Cingles de Travil   | Navès Capolat Montmajor          | indret       |                               | 42° 04′ 13″ N, 1° 41′ 49″ E / 42.07016111°N,1.69681389°E Muntanya de Taravil 1200 1350 msnm |           | Cingles de Taravil   | Modifica les dades a Wikidata |
|        | Clot de Vilamala    | Guixers Odèn Lladurs Navès       | indret       |                               | 42° 06′ 39″ N, 1° 33′ 39″ E / 42.1107°N,1.560828°E 900 1375 msnm                            |           | Clot de Vilamala     | Modifica les dades a Wikidata |
|        | Costa d'Esclusa Nou | la Valldora                      | indret       | Anomenat per: Esclusa Nou     | 42° 04′ 40″ N, 1° 39′ 44″ E / 42.07783889°N,1.6622°E 800 1000 msnm                          |           |                      | Modifica les dades a Wikidata |
|        | Costa de la Móra    | la Valldora                      | indret       | Anomenat per: la Móra         | 42° 04′ 38″ N, 1° 41′ 03″ E / 42.07714444°N,1.68428361°E 925 1225 msnm                      |           |                      | Modifica les dades a Wikidata |
|        | Els Plans           | Vilandeny                        | indret plana |                               | 41° 58′ 56″ N, 1° 41′ 30″ E / 41.98214167°N,1.69166389°E 590 msnm                           |           |                      | Modifica les dades a Wikidata |
|        | Les Canals          | la Valldora                      | indret       |                               | 42° 05′ 30″ N, 1° 41′ 40″ E / 42.0917°N,1.69432°E rasa de les Fraus 900 1100 msnm           |           | Les Canals (Navès)   | Modifica les dades a Wikidata |
|        | Les Collades        | Busa                             | indret       |                               | 42° 06′ 04″ N, 1° 40′ 20″ E / 42.101°N,1.67233°E serra de Busa 1213 msnm                    |           | Les Collades (Navès) | Modifica les dades a Wikidata |
|        | Muntanya de Taravil | Navès Capolat                    | indret       |                               | 42° 05′ 51″ N, 1° 41′ 46″ E / 42.0974°N,1.69623°E 1526 msnm                                 |           | Muntanya de Taravil  | Modifica les dades a Wikidata |
|        | Pla de Busa         | Busa                             | indret plana |                               | 42° 06′ 05″ N, 1° 38′ 25″ E / 42.1014°N,1.64028°E serra de Busa 1300 msnm                   |           | Pla de Busa          | Modifica les dades a Wikidata |
|        | Pla de l'Àliga      | Clariana de Cardener Navès Olius | indret       |                               | 41° 59′ 33″ N, 1° 36′ 21″ E / 41.99246944°N,1.60593056°E 652 msnm                           |           |                      | Modifica les dades a Wikidata |
|        | Vall de la Valiella | Guixers Navès                    | indret       | Llarg: 1.3km Superfície: 72ha | 42° 07′ 07″ N, 1° 37′ 00″ E / 42.11869972°N,1.61677944°E 950 msnm                           |           | Vall de la Valiella  | Modifica les dades a Wikidata |

## masia
| imatge | Nom                       | Ubicat a            | instància de | Detalls                                              | coordenades                                                                                          | Protecció                                  | Commons (més fotos)       | Dades a WD                    |
| ------ | ------------------------- | ------------------- | ------------ | ---------------------------------------------------- | --- | ------------------------------------------ | ------------------------- | ----------------------------- |
|        | Albereda                  | Navès               | masia        | Estil: arquitectura popular arquitectura neoclàssica | 41° 59′ 16″ N, 1° 36′ 39″ E / 41.98766667°N,1.61085278°E ca:C-26 Ctra. Berga, km 114,7 595 msnm      | bé integrant del patrimoni cultural català | Albereda (Navès)          | Modifica les dades a Wikidata |
|        | Anglerill de Sant Grau    | Navès               | masia        |                                                      | 41° 57′ 23″ N, 1° 38′ 31″ E / 41.95633056°N,1.64195278°E Linya 569 msnm                              |                                            | Anglerill de Sant Grau    | Modifica les dades a Wikidata |
|        | Antigues Altes            | Besora              | masia        |                                                      | 42° 02′ 14″ N, 1° 37′ 05″ E / 42.03730556°N,1.61797778°E 883 msnm                                    |                                            |                           | Modifica les dades a Wikidata |
|        | Antigues Baixes           | Navès               | masia        | Estat: enderrocat o destruït                         | 42° 01′ 47″ N, 1° 37′ 28″ E / 42.0297885468452°N,1.62433869351462°E 762 msnm                         |                                            |                           | Modifica les dades a Wikidata |
|        | Boixedera                 | Vilandeny           | masia        |                                                      | 41° 58′ 35″ N, 1° 41′ 04″ E / 41.976512°N,1.68451°E 584 msnm                                         |                                            |                           | Modifica les dades a Wikidata |
|        | Ca l'Artiller             | Busa                | masia        |                                                      | 42° 05′ 53″ N, 1° 38′ 51″ E / 42.09805556°N,1.64751111°E Pla de Busa 1318 msnm                       |                                            | Ca l'Artiller             | Modifica les dades a Wikidata |
|        | Ca l'Ignasi               | Vilandeny           | masia        |                                                      | 41° 58′ 19″ N, 1° 40′ 11″ E / 41.9718634209195°N,1.66975873509768°E 507 msnm                         |                                            |                           | Modifica les dades a Wikidata |
|        | Cabanelles                | Busa                | masia        |                                                      | 42° 05′ 25″ N, 1° 36′ 18″ E / 42.0904009068435°N,1.60494069262437°E 1258 msnm                        |                                            |                           | Modifica les dades a Wikidata |
|        | Cal Ballesta              | Besora              | masia        |                                                      | 42° 02′ 00″ N, 1° 36′ 26″ E / 42.0332656319152°N,1.60721790874963°E 880 msnm                         |                                            |                           | Modifica les dades a Wikidata |
|        | Cal Benet                 | Navès               | masia        |                                                      | 42° 00′ 24″ N, 1° 40′ 08″ E / 42.006790630073°N,1.66900708920082°E 678 msnm                          |                                            |                           | Modifica les dades a Wikidata |
|        | Cal Bonveí                | Pegueroles          | masia        |                                                      | 41° 59′ 27″ N, 1° 41′ 26″ E / 41.990794°N,1.690471°E 612 msnm                                        |                                            |                           | Modifica les dades a Wikidata |
|        | Cal Busana                | Linya               | masia        |                                                      | 41° 58′ 18″ N, 1° 38′ 21″ E / 41.9717399808687°N,1.63925079944727°E 621 msnm                         |                                            |                           | Modifica les dades a Wikidata |
|        | Cal Cabrit                | Besora              | masia        |                                                      | 42° 01′ 47″ N, 1° 35′ 59″ E / 42.0296901380888°N,1.59981847956844°E 841 msnm                         |                                            | Cal Cabrit (Navès)        | Modifica les dades a Wikidata |
|        | Cal Cogul                 | Besora              | masia        | Estat: ruïnós                                        | 42° 01′ 48″ N, 1° 36′ 12″ E / 42.029905°N,1.603383°E 790 msnm                                        |                                            |                           | Modifica les dades a Wikidata |
|        | Cal Cols                  | Linya               | masia        | Estil: arquitectura popular 16th century             | 41° 58′ 50″ N, 1° 37′ 23″ E / 41.9806°N,1.62314°E ca:C-26 Ctra. de Berga, km 116,6 624 msnm          | bé integrant del patrimoni cultural català |                           | Modifica les dades a Wikidata |
|        | Cal Dansa                 | Navès               | masia        |                                                      | 42° 04′ 07″ N, 1° 40′ 29″ E / 42.0686°N,1.67471°E la Valldora 949 msnm                               |                                            |                           | Modifica les dades a Wikidata |
|        | Cal Forner                | Navès               | masia        |                                                      | 41° 59′ 36″ N, 1° 39′ 09″ E / 41.9934399848695°N,1.6525278169459°E 523 msnm                          |                                            |                           | Modifica les dades a Wikidata |
|        | Cal Franc de Vilandeny    | Vilandeny           | masia        | Estil: arquitectura popular 11st century             | 41° 58′ 35″ N, 1° 41′ 06″ E / 41.976336°N,1.68499°E 585 msnm                                         | bé integrant del patrimoni cultural català | Cal Franc de Vilandeny    | Modifica les dades a Wikidata |
|        | Cal Fuster                | Linya               | masia        |                                                      | 41° 58′ 21″ N, 1° 36′ 42″ E / 41.9725091988492°N,1.61172881221821°E 624 msnm                         |                                            |                           | Modifica les dades a Wikidata |
|        | Cal Gavarnes              | Besora              | masia        |                                                      | 42° 01′ 10″ N, 1° 35′ 52″ E / 42.0195552921°N,1.5978043757326°E 787 msnm                             |                                            |                           | Modifica les dades a Wikidata |
|        | Cal Genai                 | Navès               | masia        |                                                      | 42° 03′ 08″ N, 1° 39′ 30″ E / 42.052175°N,1.65840556°E la Valldora 672 msnm                          |                                            |                           | Modifica les dades a Wikidata |
|        | Cal Giplè                 | Navès               | masia        |                                                      | 41° 59′ 50″ N, 1° 37′ 45″ E / 41.99733611°N,1.629225°E 646 msnm                                      |                                            |                           | Modifica les dades a Wikidata |
|        | Cal Governador            | Navès               | masia        |                                                      | 41° 58′ 15″ N, 1° 38′ 09″ E / 41.97088333°N,1.63577333°E 637 msnm                                    |                                            |                           | Modifica les dades a Wikidata |
|        | Cal Gravat                | Pià                 | masia        |                                                      | 42° 02′ 53″ N, 1° 34′ 05″ E / 42.047972°N,1.567942°E 655 msnm                                        |                                            |                           | Modifica les dades a Wikidata |
|        | Cal Guifré                | Navès               | masia        |                                                      | 41° 58′ 48″ N, 1° 37′ 23″ E / 41.979879°N,1.623172°E 610 msnm                                        |                                            |                           | Modifica les dades a Wikidata |
|        | Cal Janet                 | Santa Llúcia        | masia        |                                                      | 41° 59′ 03″ N, 1° 37′ 49″ E / 41.98419972°N,1.63031667°E 632 msnm                                    |                                            |                           | Modifica les dades a Wikidata |
|        | Cal Maiet                 | Navès               | masia        |                                                      | 42° 01′ 39″ N, 1° 35′ 36″ E / 42.0275°N,1.59346°E Besora 718 msnm                                    |                                            |                           | Modifica les dades a Wikidata |
|        | Cal Masover de les Planes | Besora              | masia        |                                                      | 42° 00′ 32″ N, 1° 36′ 17″ E / 42.008778°N,1.604682°E 644 msnm                                        |                                            |                           | Modifica les dades a Wikidata |
|        | Cal Minguet               | Navès               | masia        |                                                      | 41° 59′ 28″ N, 1° 38′ 07″ E / 41.9911569623328°N,1.6353844626994°E 600 msnm                          |                                            |                           | Modifica les dades a Wikidata |
|        | Cal Munt                  | Pegueroles          | masia        |                                                      | 41° 59′ 24″ N, 1° 42′ 16″ E / 41.99006°N,1.704357°E 653 msnm                                         |                                            |                           | Modifica les dades a Wikidata |
|        | Cal Nosa                  | Vilandeny           | masia        | Estat: ruïnós                                        | 41° 58′ 09″ N, 1° 40′ 56″ E / 41.9691977032531°N,1.68226895969748°E 575 msnm                         |                                            |                           | Modifica les dades a Wikidata |
|        | Cal Pasquina              | Tentellatge         | masia        |                                                      | 42° 01′ 45″ N, 1° 41′ 40″ E / 42.029032°N,1.6945°E 801 msnm                                          |                                            |                           | Modifica les dades a Wikidata |
|        | Cal Passavant             | Linya               | masia        |                                                      | 41° 58′ 04″ N, 1° 38′ 32″ E / 41.9678577403561°N,1.64225396110835°E 577 msnm                         |                                            |                           | Modifica les dades a Wikidata |
|        | Cal Pi Gros               | Navès               | masia        |                                                      | 42° 00′ 09″ N, 1° 36′ 17″ E / 42.0024°N,1.60476°E 631 msnm                                           |                                            |                           | Modifica les dades a Wikidata |
|        | Cal Pistola               | Navès               | masia        |                                                      | 41° 59′ 25″ N, 1° 40′ 03″ E / 41.9903912027977°N,1.66756209908114°E 566 msnm                         |                                            |                           | Modifica les dades a Wikidata |
|        | Cal Ramonet               | la Valldora         | masia        |                                                      | 42° 02′ 38″ N, 1° 39′ 24″ E / 42.0438°N,1.65665°E 652 msnm                                           |                                            |                           | Modifica les dades a Wikidata |
|        | Cal Rata                  | Navès               | masia        | Estat: localització desconeguda                      | 42° 06′ 40″ N, 1° 35′ 40″ E / 42.111166390304°N,1.59437357460214°E                                   |                                            |                           | Modifica les dades a Wikidata |
|        | Cal Rector                | Navès               | masia        |                                                      | 41° 58′ 53″ N, 1° 38′ 09″ E / 41.98127778°N,1.63583528°E 593 msnm                                    |                                            |                           | Modifica les dades a Wikidata |
|        | Cal Reig de Linya         | Linya               | masia        |                                                      | 41° 58′ 06″ N, 1° 37′ 21″ E / 41.9682155344049°N,1.62239392467815°E ca:Nucli de Linya 688 msnm       |                                            |                           | Modifica les dades a Wikidata |
|        | Cal Riuet                 | la Valldora         | masia        |                                                      | 42° 05′ 25″ N, 1° 40′ 37″ E / 42.09027778°N,1.67684167°E 797 msnm                                    |                                            |                           | Modifica les dades a Wikidata |
|        | Cal Rosas de Linya        | Linya               | masia        | Estil: arquitectura popular 13rd century             | 41° 57′ 58″ N, 1° 37′ 01″ E / 41.96601389°N,1.61686556°E 681 msnm                                    | bé integrant del patrimoni cultural català | Cal Rosas de Linya        | Modifica les dades a Wikidata |
|        | Cal Sastre                | Tentellatge         | masia        |                                                      | 42° 00′ 14″ N, 1° 39′ 55″ E / 42.0038914285858°N,1.66520349035772°E 625 msnm                         |                                            |                           | Modifica les dades a Wikidata |
|        | Cal Teixidor              | la Valldora         | masia        |                                                      | 42° 02′ 42″ N, 1° 39′ 22″ E / 42.044891588953°N,1.65621370281323°E 644 msnm                          |                                            |                           | Modifica les dades a Wikidata |
|        | Cal Teixidor de Vall      | la Valldora         | masia        |                                                      | 42° 05′ 21″ N, 1° 40′ 41″ E / 42.0891494711934°N,1.67799936314266°E ca:Nucli de la Valldora 760 msnm |                                            |                           | Modifica les dades a Wikidata |
|        | Cal Tiple                 | Navès               | masia        |                                                      | 41° 59′ 31″ N, 1° 37′ 50″ E / 41.9918813781693°N,1.63041912913807°E 630 msnm                         |                                            |                           | Modifica les dades a Wikidata |
|        | Cal Tresquet              | Pegueroles          | masia        |                                                      | 41° 59′ 18″ N, 1° 41′ 23″ E / 41.9883144687056°N,1.68979406878596°E 602 msnm                         |                                            |                           | Modifica les dades a Wikidata |
|        | Cal Trinxa                | Pegueroles          | masia        |                                                      | 41° 58′ 40″ N, 1° 42′ 12″ E / 41.9776962799138°N,1.70331310922365°E 587 msnm                         |                                            |                           | Modifica les dades a Wikidata |
|        | Cal Vendrell              | Linya               | masia        |                                                      | 41° 58′ 08″ N, 1° 36′ 49″ E / 41.96877667°N,1.61370833°E 669 msnm                                    |                                            |                           | Modifica les dades a Wikidata |
|        | Cal Viladomat             | Vilandeny           | masia        |                                                      | 41° 59′ 15″ N, 1° 40′ 23″ E / 41.987427°N,1.672936°E 568 msnm                                        |                                            |                           | Modifica les dades a Wikidata |
|        | Cal Vilaplana             | Santa Llúcia        | masia        |                                                      | 41° 59′ 17″ N, 1° 37′ 48″ E / 41.987978°N,1.630126°E 632 msnm                                        |                                            |                           | Modifica les dades a Wikidata |
|        | Cal Vinagró               | Navès               | masia        |                                                      | 41° 59′ 51″ N, 1° 39′ 00″ E / 41.9975722553818°N,1.65008622076272°E 526 msnm                         |                                            |                           | Modifica les dades a Wikidata |
|        | Cal Vinyaire              | Besora              | masia        |                                                      | 42° 00′ 53″ N, 1° 37′ 35″ E / 42.014737°N,1.626423°E 668 msnm                                        |                                            |                           | Modifica les dades a Wikidata |
|        | Cal Xerec                 | Navès               | masia        |                                                      | 41° 59′ 50″ N, 1° 39′ 43″ E / 41.99733333°N,1.66207222°E 568 msnm                                    |                                            |                           | Modifica les dades a Wikidata |
|        | Can Bosc                  | Tentellatge         | masia        |                                                      | 42° 01′ 57″ N, 1° 39′ 56″ E / 42.0326°N,1.66545°E 860 msnm                                           |                                            |                           | Modifica les dades a Wikidata |
|        | Can Feliu                 | Navès               | masia        | Estil: arquitectura popular 12nd century             | 42° 00′ 13″ N, 1° 38′ 27″ E / 42.0035°N,1.64078°E 598 msnm                                           | bé integrant del patrimoni cultural català | Can Feliu (Navès)         | Modifica les dades a Wikidata |
|        | Can Mijana                | Navès               | masia        | Estil: arquitectura popular 9th century              | 41° 59′ 27″ N, 1° 38′ 24″ E / 41.990751°N,1.640103°E ca:Nucli de Navès 612 msnm                      | bé integrant del patrimoni cultural català | Can Mijana (Navès)        | Modifica les dades a Wikidata |
|        | Can Roca                  | Pegueroles          | masia        |                                                      | 41° 59′ 05″ N, 1° 41′ 37″ E / 41.98475944°N,1.69364167°E 599 msnm                                    |                                            |                           | Modifica les dades a Wikidata |
|        | Can Vila                  | Navès               | masia        | Estat: localització desconeguda                      | 42° 00′ 39″ N, 1° 37′ 46″ E / 42.010930608195°N,1.6293922370998°E                                    |                                            |                           | Modifica les dades a Wikidata |
|        | Canaleta                  | la Valldora         | masia        |                                                      | 42° 02′ 43″ N, 1° 39′ 11″ E / 42.04527778°N,1.65293611°E 707 msnm                                    |                                            |                           | Modifica les dades a Wikidata |
|        | Capdevila                 | Pegueroles          | masia        |                                                      | 41° 59′ 26″ N, 1° 42′ 18″ E / 41.9906037627625°N,1.70501897460721°E 662 msnm                         |                                            |                           | Modifica les dades a Wikidata |
|        | Capdevila de Llobeta      | Busa                | masia        | Estat: ruïnós                                        | 42° 06′ 32″ N, 1° 36′ 37″ E / 42.1089454672699°N,1.61019454216311°E 1013 msnm                        |                                            | Capdevila de Llobeta      | Modifica les dades a Wikidata |
|        | Casa Coll d'Arques        | Busa                | masia        |                                                      | 42° 05′ 26″ N, 1° 37′ 02″ E / 42.090442990569°N,1.61734564495583°E 1252 msnm                         |                                            | Casa Coll d'Arques        | Modifica les dades a Wikidata |
|        | Casa Esteve               | Navès               | masia        |                                                      | 42° 00′ 48″ N, 1° 37′ 28″ E / 42.0133°N,1.62444°E 646 msnm                                           |                                            |                           | Modifica les dades a Wikidata |
|        | Casa Llobeta              | les Cases de Posada | masia        | Estat: ruïnós                                        | 42° 06′ 31″ N, 1° 36′ 31″ E / 42.1085°N,1.60874°E 1008 msnm                                          |                                            | Casa Llobeta              | Modifica les dades a Wikidata |
|        | Casa Sabata               | Busa                | masia        | Estat: ruïnós                                        | 42° 05′ 44″ N, 1° 36′ 13″ E / 42.095459°N,1.603721°E 1185 msnm                                       |                                            |                           | Modifica les dades a Wikidata |
|        | Casa Vila                 | Busa                | masia        | Estil: arquitectura popular 17th century             | 42° 06′ 15″ N, 1° 38′ 27″ E / 42.104197°N,1.640762°E Pla de Busa 1357 msnm                           | bé integrant del patrimoni cultural català | Casa Vila (Navès)         | Modifica les dades a Wikidata |
|        | Casafont                  | la Selva            | masia        |                                                      | 42° 05′ 05″ N, 1° 39′ 09″ E / 42.08478333°N,1.65263611°E 937 msnm                                    |                                            | Casafont (Navès)          | Modifica les dades a Wikidata |
|        | Caseta d'Antigues         | Besora              | masia        | Estat: enderrocat o destruït                         | 42° 02′ 07″ N, 1° 36′ 52″ E / 42.0351891404629°N,1.61433994316398°E 825 msnm                         |                                            |                           | Modifica les dades a Wikidata |
|        | Caseta dels Senyors       | Navès               | masia        |                                                      | 41° 59′ 41″ N, 1° 38′ 48″ E / 41.9947474653525°N,1.64653598634946°E 565 msnm                         |                                            |                           | Modifica les dades a Wikidata |
|        | Casetes de Besora         | Besora              | masia        | Estat: ruïnós                                        | 42° 01′ 49″ N, 1° 35′ 59″ E / 42.0303028470811°N,1.59984127087079°E 837 msnm                         |                                            |                           | Modifica les dades a Wikidata |
|        | Castelló                  | Besora              | masia        |                                                      | 42° 03′ 09″ N, 1° 37′ 26″ E / 42.0526°N,1.62394°E 1033 msnm                                          |                                            |                           | Modifica les dades a Wikidata |
|        | Casó de Tolleuda          | Navès               | masia        | Estat: enderrocat o destruït                         | 42° 01′ 28″ N, 1° 36′ 12″ E / 42.0244291983899°N,1.60341268198248°E 740 msnm                         |                                            |                           | Modifica les dades a Wikidata |
|        | Cebollers                 | Navès               | masia        | Estat: localització desconeguda                      | 42° 02′ 23″ N, 1° 35′ 38″ E / 42.0398209748069°N,1.59382091565466°E                                  |                                            |                           | Modifica les dades a Wikidata |
|        | Centeugues                | Busa                | masia        |                                                      | 42° 05′ 37″ N, 1° 39′ 29″ E / 42.0936269025991°N,1.65794226276052°E serra de Busa 1094 msnm          |                                            |                           | Modifica les dades a Wikidata |
|        | Comabella                 | Navès               | masia        |                                                      | 41° 59′ 13″ N, 1° 39′ 21″ E / 41.98695278°N,1.65587222°E 521 msnm                                    |                                            |                           | Modifica les dades a Wikidata |
|        | Comabella Nou             | Navès               | masia        |                                                      | 41° 59′ 00″ N, 1° 39′ 41″ E / 41.983388421564°N,1.6613680970728°E 515 msnm                           |                                            |                           | Modifica les dades a Wikidata |
|        | Corbera                   | Navès               | masia        | Estat: ruïnós                                        | 42° 00′ 37″ N, 1° 38′ 57″ E / 42.0104°N,1.64926°E 650 msnm                                           |                                            |                           | Modifica les dades a Wikidata |
|        | Cortielles                | Pegueroles          | masia        |                                                      | 42° 00′ 15″ N, 1° 41′ 47″ E / 42.0041°N,1.69645°E 718 msnm                                           |                                            |                           | Modifica les dades a Wikidata |
|        | Devesa                    | Pegueroles          | masia        |                                                      | 41° 59′ 07″ N, 1° 43′ 00″ E / 41.9851607091062°N,1.71676631705314°E 623 msnm                         |                                            |                           | Modifica les dades a Wikidata |
|        | Duocastella               | Navès               | masia        |                                                      | 41° 58′ 37″ N, 1° 38′ 33″ E / 41.97687222°N,1.64259167°E 610 msnm                                    |                                            |                           | Modifica les dades a Wikidata |
|        | Esclusa Nou               | Navès               | masia        |                                                      | 42° 04′ 32″ N, 1° 39′ 54″ E / 42.07566667°N,1.66491667°E la Valldora 738 msnm                        |                                            |                           | Modifica les dades a Wikidata |
|        | Esclusa Vell              | Navès               | masia        |                                                      | 42° 04′ 26″ N, 1° 40′ 03″ E / 42.074°N,1.66763°E la Valldora 748 msnm                                |                                            |                           | Modifica les dades a Wikidata |
|        | Fonts                     | Besora              | masia        | Estat: ruïnós                                        | 42° 01′ 22″ N, 1° 35′ 36″ E / 42.02277778°N,1.59326944°E 698 msnm                                    |                                            |                           | Modifica les dades a Wikidata |
|        | Ginebres                  | Besora              | masia        |                                                      | 42° 04′ 33″ N, 1° 36′ 50″ E / 42.07577778°N,1.61385°E 1212 msnm                                      |                                            | Ginebres                  | Modifica les dades a Wikidata |
|        | Gualterons                | Navès               | masia        | Estat: ruïnós                                        | 42° 01′ 25″ N, 1° 39′ 08″ E / 42.0237150822005°N,1.65215437425929°E 602 msnm                         |                                            |                           | Modifica les dades a Wikidata |
|        | Guilanyà                  | Busa                | masia        | Estil: arquitectura popular 12nd century             | 42° 05′ 07″ N, 1° 36′ 07″ E / 42.085347°N,1.602021°E 1212 msnm                                       | bé integrant del patrimoni cultural català | Guilanyà                  | Modifica les dades a Wikidata |
|        | Hostal de Guilanyà        | Busa                | masia        |                                                      | 42° 05′ 07″ N, 1° 35′ 54″ E / 42.08519722°N,1.59846944°E 1198 msnm                                   |                                            | Hostal de Guilanyà        | Modifica les dades a Wikidata |
|        | Marcinyac                 | Navès               | masia        |                                                      | 42° 03′ 33″ N, 1° 37′ 06″ E / 42.05922222°N,1.61831056°E 1069 msnm                                   |                                            | Marcinyac                 | Modifica les dades a Wikidata |
|        | Masia la Pinassa          | la Selva            | masia        |                                                      | 42° 04′ 43″ N, 1° 38′ 46″ E / 42.0784750299205°N,1.64616029183413°E 1108 msnm                        |                                            |                           | Modifica les dades a Wikidata |
|        | Muntanyà                  | Besora              | masia        | Estil: arquitectura popular 12nd century             | 41° 59′ 52″ N, 1° 36′ 23″ E / 41.99783889°N,1.60640556°E 642 msnm                                    | bé integrant del patrimoni cultural català |                           | Modifica les dades a Wikidata |
|        | Ordrigues                 | Busa                | masia        |                                                      | 42° 05′ 24″ N, 1° 37′ 44″ E / 42.08997222°N,1.62897778°E 1213 msnm                                   |                                            | Ordrigues                 | Modifica les dades a Wikidata |
|        | Orriols                   | Busa                | masia        |                                                      | 42° 05′ 41″ N, 1° 40′ 09″ E / 42.09483333°N,1.66928°E serra de Busa 1104 msnm                        |                                            | Orriols (Navès)           | Modifica les dades a Wikidata |
|        | Parcerissa                | Pià                 | masia        | Estat: ruïnós                                        | 42° 04′ 14″ N, 1° 35′ 54″ E / 42.0705°N,1.59829°E 1060 msnm                                          |                                            | Parcerissa                | Modifica les dades a Wikidata |
|        | Peirotó                   | la Valldora         | masia        |                                                      | 42° 03′ 23″ N, 1° 39′ 15″ E / 42.056448918911°N,1.6540968583007°E 729 msnm                           |                                            |                           | Modifica les dades a Wikidata |
|        | Peumul                    | les Cases de Posada | masia        | Estat: ruïnós                                        | 42° 06′ 09″ N, 1° 35′ 21″ E / 42.102563°N,1.589284°E 922 msnm                                        |                                            |                           | Modifica les dades a Wikidata |
|        | Poses                     | Navès               | masia        |                                                      | 42° 00′ 49″ N, 1° 38′ 02″ E / 42.0135°N,1.6339°E 634 msnm                                            |                                            |                           | Modifica les dades a Wikidata |
|        | Postils                   | Tentellatge         | masia        | Estil: arquitectura popular 16th century             | 42° 02′ 26″ N, 1° 39′ 56″ E / 42.04047222°N,1.66558889°E 845 msnm                                    | bé integrant del patrimoni cultural català | Postils                   | Modifica les dades a Wikidata |
|        | Pubixol                   | Tentellatge         | masia        | Estat: ruïnós                                        | 42° 02′ 30″ N, 1° 41′ 02″ E / 42.0417901688933°N,1.68391126666995°E 863 msnm                         |                                            |                           | Modifica les dades a Wikidata |
|        | Puigpelat                 | Tentellatge         | masia        | Estat: ruïnós                                        | 42° 01′ 42″ N, 1° 40′ 57″ E / 42.028409322455°N,1.68256866045747°E 890 msnm                          |                                            |                           | Modifica les dades a Wikidata |
|        | Puigventós                | Navès               | masia        | Estat: localització desconeguda                      | 42° 02′ 10″ N, 1° 36′ 21″ E / 42.0359852314643°N,1.6057087796058°E                                   |                                            |                           | Modifica les dades a Wikidata |
|        | Pujols                    | Navès               | masia        | Estat: ruïnós                                        | 42° 02′ 23″ N, 1° 34′ 54″ E / 42.0396°N,1.58161°E 847 msnm                                           |                                            |                           | Modifica les dades a Wikidata |
|        | Revell                    | Busa                | masia        | Estat: ruïnós                                        | 42° 05′ 32″ N, 1° 35′ 39″ E / 42.0922950036695°N,1.59410116494091°E 1126 msnm                        |                                            | Revell (Navès)            | Modifica les dades a Wikidata |
|        | Riudora                   | la Valldora         | masia        |                                                      | 42° 03′ 47″ N, 1° 39′ 43″ E / 42.06311111°N,1.66188611°E 707 msnm                                    |                                            |                           | Modifica les dades a Wikidata |
|        | Rúsol                     | Tentellatge         | masia        |                                                      | 42° 01′ 36″ N, 1° 41′ 13″ E / 42.0266049638841°N,1.68701490964503°E 892 msnm                         |                                            |                           | Modifica les dades a Wikidata |
|        | Sala                      | Vilandeny           | masia        |                                                      | 41° 58′ 36″ N, 1° 41′ 03″ E / 41.976639°N,1.684033°E 584 msnm                                        |                                            |                           | Modifica les dades a Wikidata |
|        | Santpare Nou              | Navès               | masia        |                                                      | 41° 59′ 30″ N, 1° 40′ 15″ E / 41.991604369585°N,1.6708540709857°E 565 msnm                           |                                            |                           | Modifica les dades a Wikidata |
|        | Solord                    | les Cases de Posada | masia        |                                                      | 42° 06′ 43″ N, 1° 35′ 25″ E / 42.1119079790793°N,1.59022050243939°E 881 msnm                         |                                            | Solord                    | Modifica les dades a Wikidata |
|        | Sorregana                 | Vilandeny           | masia        |                                                      | 41° 58′ 29″ N, 1° 40′ 14″ E / 41.9746999911272°N,1.6704962940802°E 520 msnm                          |                                            |                           | Modifica les dades a Wikidata |
|        | Sòbol                     | Navès               | masia        | Estat: ruïnós                                        | 42° 07′ 02″ N, 1° 33′ 53″ E / 42.1171°N,1.56474°E 1213 msnm                                          |                                            | Sòbol                     | Modifica les dades a Wikidata |
|        | Sòria                     | Pià                 | masia        | Estat: ruïnós                                        | 42° 04′ 50″ N, 1° 34′ 57″ E / 42.08055556°N,1.58257222°E 780 msnm                                    |                                            | Sòria (Navès)             | Modifica les dades a Wikidata |
|        | Tarascó                   | Besora              | masia        |                                                      | 42° 00′ 27″ N, 1° 37′ 05″ E / 42.0074497950449°N,1.6180939585679°E                                   |                                            |                           | Modifica les dades a Wikidata |
|        | Tolleuda                  | Besora              | masia        |                                                      | 42° 01′ 23″ N, 1° 36′ 14″ E / 42.023°N,1.60399°E 750 msnm                                            |                                            |                           | Modifica les dades a Wikidata |
|        | Tolosa                    | Tentellatge         | masia        |                                                      | 42° 01′ 56″ N, 1° 41′ 18″ E / 42.032199°N,1.688223°E 792 msnm                                        |                                            |                           | Modifica les dades a Wikidata |
|        | Torrecanuda               | Navès               | masia        |                                                      | 41° 59′ 34″ N, 1° 37′ 01″ E / 41.9928°N,1.61698°E 590 msnm                                           |                                            |                           | Modifica les dades a Wikidata |
|        | Torroella                 | Navès               | masia        | Estat: ruïnós                                        | 42° 06′ 31″ N, 1° 34′ 46″ E / 42.1087°N,1.57951°E 946 msnm                                           |                                            | Torroella (Navès)         | Modifica les dades a Wikidata |
|        | Valielles de Llengots     | les Cases de Posada | masia        |                                                      | 42° 07′ 13″ N, 1° 36′ 36″ E / 42.1203623259562°N,1.60994503681642°E 880 msnm                         |                                            | Valielles de Llengots     | Modifica les dades a Wikidata |
|        | Ventolra                  | Besora              | masia        |                                                      | 42° 02′ 16″ N, 1° 36′ 09″ E / 42.03783333°N,1.60262222°E 957 msnm                                    |                                            | Ventolra                  | Modifica les dades a Wikidata |
|        | Vila-seca                 | Navès               | masia        |                                                      | 42° 01′ 52″ N, 1° 38′ 28″ E / 42.031°N,1.64121°E 891 msnm                                            |                                            |                           | Modifica les dades a Wikidata |
|        | Vilacireres               | la Selva            | masia        |                                                      | 42° 04′ 37″ N, 1° 38′ 13″ E / 42.0769083541294°N,1.63706644694746°E 1207 msnm                        |                                            | Vilacireres (Navès)       | Modifica les dades a Wikidata |
|        | Viladàs                   | Navès               | masia        | Estil: arquitectura popular 11st century             | 41° 59′ 21″ N, 1° 37′ 13″ E / 41.989083°N,1.620222°E ca:Ctra. Berga, km 10 601 msnm                  | bé integrant del patrimoni cultural català |                           | Modifica les dades a Wikidata |
|        | Vilafreda                 | Navès               | masia        |                                                      | 42° 01′ 37″ N, 1° 39′ 05″ E / 42.0269676257726°N,1.65149376625288°E 604 msnm                         |                                            |                           | Modifica les dades a Wikidata |
|        | Vilagentil                | Pià                 | masia        | Estat: ruïnós                                        | 42° 04′ 02″ N, 1° 36′ 10″ E / 42.0672923849527°N,1.60284811743184°E 1001 msnm                        |                                            |                           | Modifica les dades a Wikidata |
|        | Vilamelendre              | Navès               | masia        |                                                      | 42° 05′ 14″ N, 1° 39′ 56″ E / 42.0872038184891°N,1.66552567304454°E 795 msnm                         |                                            |                           | Modifica les dades a Wikidata |
|        | Vilella                   | la Valldora         | masia        | Estil: arquitectura popular 17th century             | 42° 05′ 36″ N, 1° 42′ 49″ E / 42.09336111°N,1.71350556°E 1186 msnm                                   | bé integrant del patrimoni cultural català | Vilella (Navès)           | Modifica les dades a Wikidata |
|        | Villaró                   | Linya               | masia        |                                                      | 41° 58′ 36″ N, 1° 37′ 52″ E / 41.97678611°N,1.63119167°E 641 msnm                                    |                                            |                           | Modifica les dades a Wikidata |
|        | Vil·la Carme              | Navès               | masia        |                                                      | 42° 00′ 15″ N, 1° 38′ 26″ E / 42.0042157999437°N,1.64065996937105°E 595 msnm                         |                                            |                           | Modifica les dades a Wikidata |
|        | el Cavall                 | Pià                 | masia        |                                                      | 42° 05′ 16″ N, 1° 34′ 34″ E / 42.0878°N,1.57615°E 708 msnm                                           |                                            | El Cavall (Navès)         | Modifica les dades a Wikidata |
|        | el Còdol                  | Navès               | masia        |                                                      | 42° 00′ 57″ N, 1° 37′ 24″ E / 42.01586111°N,1.62325278°E 662 msnm                                    |                                            |                           | Modifica les dades a Wikidata |
|        | el Farell                 | Besora              | masia        | Estat: ruïnós                                        | 42° 02′ 45″ N, 1° 38′ 14″ E / 42.0458564725165°N,1.6372229760749°E 1001 msnm                         |                                            |                           | Modifica les dades a Wikidata |
|        | el Fornell                | la Selva            | masia        | Estil: arquitectura popular 14th century             | 42° 05′ 19″ N, 1° 38′ 41″ E / 42.0885°N,1.64484°E 926 msnm                                           | bé integrant del patrimoni cultural català | El Fornell                | Modifica les dades a Wikidata |
|        | el Molí Nou               | la Valldora         | masia        |                                                      | 42° 03′ 03″ N, 1° 39′ 31″ E / 42.0507°N,1.65863°E 648 msnm                                           |                                            |                           | Modifica les dades a Wikidata |
|        | el Pla d'Abella           | Linya               | masia        |                                                      | 41° 57′ 51″ N, 1° 38′ 21″ E / 41.9641°N,1.63928°E 554 msnm                                           |                                            |                           | Modifica les dades a Wikidata |
|        | el Pujol de la Vall d'Ora | la Valldora         | masia        |                                                      | 42° 05′ 17″ N, 1° 40′ 27″ E / 42.08808333°N,1.67423889°E 785 msnm                                    |                                            | El Pujol de la Vall d'Ora | Modifica les dades a Wikidata |
|        | el Pujolet                | Tentellatge         | masia        |                                                      | 42° 02′ 03″ N, 1° 40′ 36″ E / 42.0342°N,1.676533°E 760 msnm                                          |                                            |                           | Modifica les dades a Wikidata |
|        | el Rial de Busa           | Busa                | masia        | Estil: arquitectura popular 14th century             | 42° 06′ 03″ N, 1° 38′ 24″ E / 42.1009°N,1.64011°E Pla de Busa 1324 msnm                              | bé integrant del patrimoni cultural català | El Rial de Busa           | Modifica les dades a Wikidata |
|        | el Soler de Gramoneda     | la Valldora         | masia        |                                                      | 42° 03′ 09″ N, 1° 38′ 30″ E / 42.0526°N,1.64168°E 1052 msnm                                          |                                            | El Soler de Gramoneda     | Modifica les dades a Wikidata |
|        | el Solerot                | Tentellatge         | masia        | Estat: ruïnós                                        | 42° 02′ 02″ N, 1° 41′ 09″ E / 42.033877374152°N,1.68581418636489°E 803 msnm                          |                                            |                           | Modifica les dades a Wikidata |
|        | el Vilar                  | Tentellatge         | masia        |                                                      | 42° 01′ 47″ N, 1° 40′ 28″ E / 42.0297209463014°N,1.67446004703684°E 788 msnm                         |                                            |                           | Modifica les dades a Wikidata |
|        | el Vilar Roig             | Navès               | masia        | Estat: localització desconeguda                      | 42° 02′ 26″ N, 1° 35′ 48″ E / 42.0404245916112°N,1.59677977523796°E                                  |                                            |                           | Modifica les dades a Wikidata |
|        | els Codadells             | Navès               | masia        | Estat: localització desconeguda                      | 42° 02′ 07″ N, 1° 35′ 57″ E / 42.0354017321471°N,1.5992098523368°E                                   |                                            |                           | Modifica les dades a Wikidata |
|        | els Colls                 | Vilandeny           | masia        |                                                      | 41° 58′ 44″ N, 1° 41′ 27″ E / 41.978775°N,1.69093333°E 593 msnm                                      |                                            |                           | Modifica les dades a Wikidata |
|        | els Torrents Alts         | la Selva            | masia        | Estat: ruïnós                                        | 42° 04′ 04″ N, 1° 37′ 45″ E / 42.0677803248311°N,1.62911497589253°E 1017 msnm                        |                                            |                           | Modifica les dades a Wikidata |
|        | els Torrents Baixos       | Besora              | masia        |                                                      | 42° 02′ 48″ N, 1° 37′ 31″ E / 42.0466°N,1.62541°E 907 msnm                                           |                                            |                           | Modifica les dades a Wikidata |
|        | els Torrents de Pià       | Pià                 | masia        |                                                      | 42° 03′ 44″ N, 1° 35′ 31″ E / 42.0621608345601°N,1.59196227638765°E 871 msnm                         |                                            |                           | Modifica les dades a Wikidata |
|        | l'Espunya                 | la Selva            | masia        | Estat: ruïnós                                        | 42° 04′ 03″ N, 1° 38′ 53″ E / 42.0675289153772°N,1.64815766001966°E 993 msnm                         |                                            |                           | Modifica les dades a Wikidata |
|        | l'Olivella                | Navès               | masia        |                                                      | 41° 59′ 36″ N, 1° 40′ 46″ E / 41.9933°N,1.6794°E 602 msnm                                            |                                            |                           | Modifica les dades a Wikidata |
|        | la Bertolina              | Busa                | masia        |                                                      | 42° 05′ 57″ N, 1° 39′ 28″ E / 42.09914°N,1.657681°E Pla de Busa 1312 msnm                            |                                            | La Bertolina              | Modifica les dades a Wikidata |
|        | la Cabana                 | Linya               | masia        |                                                      | 41° 58′ 31″ N, 1° 37′ 43″ E / 41.97525278°N,1.62873333°E 650 msnm                                    |                                            |                           | Modifica les dades a Wikidata |
|        | la Cardassa               | Busa                | masia        | Estat: ruïnós                                        | 42° 05′ 34″ N, 1° 39′ 12″ E / 42.0926822455906°N,1.65341560974749°E 903 msnm                         |                                            |                           | Modifica les dades a Wikidata |
|        | la Casa Nova de Sòria     | Navès               | masia        | Estat: localització desconeguda                      | 42° 04′ 53″ N, 1° 34′ 42″ E / 42.0815101046586°N,1.57839288853126°E                                  |                                            |                           | Modifica les dades a Wikidata |
|        | la Casanova               | Navès               | masia        |                                                      | 41° 59′ 03″ N, 1° 39′ 04″ E / 41.9841743974938°N,1.65116603069187°E 545 msnm                         |                                            |                           | Modifica les dades a Wikidata |
|        | la Casanova d'Albereda    | Navès               | masia        |                                                      | 41° 59′ 06″ N, 1° 36′ 38″ E / 41.985°N,1.61054°E 573 msnm                                            |                                            |                           | Modifica les dades a Wikidata |
|        | la Caseta                 | la Valldora         | masia        |                                                      | 42° 05′ 17″ N, 1° 42′ 19″ E / 42.0880207260152°N,1.7053849098309°E 1183 msnm                         |                                            |                           | Modifica les dades a Wikidata |
|        | la Clau                   | Navès               | masia        |                                                      | 41° 59′ 31″ N, 1° 41′ 08″ E / 41.9919485186653°N,1.68545781084267°E 587 msnm                         |                                            |                           | Modifica les dades a Wikidata |
|        | la Corberia               | Navès               | masia        |                                                      | 42° 01′ 03″ N, 1° 39′ 12″ E / 42.0175770202114°N,1.65328646578727°E 612 msnm                         |                                            |                           | Modifica les dades a Wikidata |
|        | la Cort de Parcerissa     | Pià                 | masia        | Estat: ruïnós                                        | 42° 03′ 29″ N, 1° 36′ 00″ E / 42.05791667°N,1.59987778°E 985 msnm                                    |                                            |                           | Modifica les dades a Wikidata |
|        | la Flaquesa               | Navès               | masia        |                                                      | 41° 59′ 30″ N, 1° 39′ 22″ E / 41.99178333°N,1.65611667°E 521 msnm                                    |                                            |                           | Modifica les dades a Wikidata |
|        | la Guingueta              | Linya               | masia        |                                                      | 41° 57′ 48″ N, 1° 38′ 06″ E / 41.9632°N,1.63513°E 552 msnm                                           |                                            |                           | Modifica les dades a Wikidata |
|        | la Lloreda                | Pià                 | masia        | Estat: ruïnós                                        | 42° 03′ 54″ N, 1° 34′ 21″ E / 42.065071°N,1.572393°E 720 msnm                                        |                                            |                           | Modifica les dades a Wikidata |
|        | la Parella                | Navès               | masia        |                                                      | 42° 00′ 01″ N, 1° 37′ 06″ E / 42.0001845543438°N,1.61833571393513°E 620 msnm                         |                                            |                           | Modifica les dades a Wikidata |
|        | la Perera                 | Besora              | masia        | Estat: ruïnós                                        | 42° 03′ 46″ N, 1° 36′ 45″ E / 42.0627170363043°N,1.61248448257285°E 982 msnm                         |                                            |                           | Modifica les dades a Wikidata |
|        | la Plana de Castelló      | Besora              | masia        | Estat: ruïnós                                        | 42° 03′ 33″ N, 1° 37′ 51″ E / 42.0591°N,1.63088°E 986 msnm                                           |                                            |                           | Modifica les dades a Wikidata |
|        | la Sala de Linya          | Linya               | masia        | Estil: arquitectura popular 18th century             | 41° 58′ 25″ N, 1° 37′ 27″ E / 41.97369722°N,1.62405278°E 632 msnm                                    | bé integrant del patrimoni cultural català | La Sala de Linya          | Modifica les dades a Wikidata |
|        | la Serra                  | Linya               | masia        |                                                      | 41° 58′ 07″ N, 1° 36′ 53″ E / 41.9686372910039°N,1.61478172950886°E 670 msnm                         |                                            | La Serra de Linya         | Modifica les dades a Wikidata |
|        | la Serra de Guilanyà      | Busa                | masia        |                                                      | 42° 05′ 26″ N, 1° 36′ 19″ E / 42.09041667°N,1.60514722°E 1258 msnm                                   |                                            | La Serra de Guilanyà      | Modifica les dades a Wikidata |
|        | la Serreta                | la Selva            | masia        | Estat: ruïnós                                        | 42° 04′ 31″ N, 1° 38′ 27″ E / 42.0751980162891°N,1.64093513908082°E 1170 msnm                        |                                            |                           | Modifica les dades a Wikidata |
|        | la Solana                 | la Valldora         | masia        | Estat: ruïnós                                        | 42° 03′ 42″ N, 1° 38′ 58″ E / 42.0617722548293°N,1.64954883472182°E 923 msnm                         |                                            |                           | Modifica les dades a Wikidata |
|        | la Solana de Sòria        | Pià                 | masia        |                                                      | 42° 04′ 40″ N, 1° 35′ 23″ E / 42.0778768203729°N,1.58976521264963°E 866 msnm                         |                                            |                           | Modifica les dades a Wikidata |
|        | la Sort                   | Besora              | masia        | Estat: enderrocat o destruït                         | 42° 02′ 28″ N, 1° 36′ 53″ E / 42.0412470987311°N,1.61481241517374°E 925 msnm                         |                                            |                           | Modifica les dades a Wikidata |
|        | la Teuleria de Postils    | Tentellatge         | masia        |                                                      | 42° 02′ 05″ N, 1° 40′ 05″ E / 42.0346°N,1.66808°E 807 msnm                                           |                                            |                           | Modifica les dades a Wikidata |
|        | la Timonosa               | la Valldora         | masia        | Estat: ruïnós                                        | 42° 06′ 04″ N, 1° 42′ 58″ E / 42.1011475401763°N,1.71621978308513°E 1140 msnm                        |                                            |                           | Modifica les dades a Wikidata |
|        | la Vall                   | la Valldora         | masia        |                                                      | 42° 03′ 20″ N, 1° 39′ 15″ E / 42.0554314567641°N,1.6541183448071°E 722 msnm                          |                                            |                           | Modifica les dades a Wikidata |
|        | la Valldora               | la Valldora         | masia        |                                                      | 42° 03′ 00″ N, 1° 39′ 22″ E / 42.0500516517753°N,1.6561653517908°E 667 msnm                          |                                            |                           | Modifica les dades a Wikidata |
|        | la Vila                   | la Selva            | masia        |                                                      | 42° 05′ 09″ N, 1° 38′ 57″ E / 42.0858670760556°N,1.64903786411694°E 960 msnm                         |                                            |                           | Modifica les dades a Wikidata |
|        | les Cases Altes           | les Cases de Posada | masia        |                                                      | 42° 06′ 43″ N, 1° 35′ 53″ E / 42.1118966917649°N,1.59811915728802°E 845 msnm                         |                                            | Les Cases Altes           | Modifica les dades a Wikidata |
|        | les Cases Baixes          | les Cases de Posada | masia        |                                                      | 42° 06′ 34″ N, 1° 35′ 58″ E / 42.1093297332029°N,1.59957875854841°E 823 msnm                         |                                            |                           | Modifica les dades a Wikidata |
|        | les Coromines             | Pegueroles          | masia        |                                                      | 41° 59′ 07″ N, 1° 41′ 53″ E / 41.9852383253177°N,1.69806583945854°E 598 msnm                         |                                            |                           | Modifica les dades a Wikidata |
|        | les Planes de Besora      | Besora              | masia        | Estil: arquitectura popular 17th century             | 42° 00′ 31″ N, 1° 36′ 17″ E / 42.0086°N,1.60468°E 638 msnm                                           | bé integrant del patrimoni cultural català | Les Planes de Besora      | Modifica les dades a Wikidata |
|        | les Serres                | la Selva            | masia        | Estil: arquitectura popular 17th century             | 42° 04′ 52″ N, 1° 37′ 50″ E / 42.081048°N,1.630509°E 1164 msnm                                       | bé integrant del patrimoni cultural català | Les Serres (Navès)        | Modifica les dades a Wikidata |
|        | les Veces                 | Besora              | masia        |                                                      | 42° 03′ 40″ N, 1° 36′ 31″ E / 42.06111111°N,1.60861111°E ca:Camí a Busa 1036 msnm                    |                                            | Les Besses                | Modifica les dades a Wikidata |
|        | les Vilelles              | Pegueroles          | masia        |                                                      | 41° 58′ 50″ N, 1° 42′ 29″ E / 41.98064444°N,1.70806667°E 615 msnm                                    |                                            |                           | Modifica les dades a Wikidata |

## molí d'aigua
| imatge | Nom                             | Ubicat a    | instància de                  | Detalls                                           | coordenades                                                                                            | Protecció                                  | Commons (més fotos)             | Dades a WD                    |
| ------ | ------------------------------- | ----------- | ----------------------------- | ------------------------------------------------- | --- | ------------------------------------------ | ------------------------------- | ----------------------------- |
|        | Molí Nou de Postils             | la Valldora | molí d'aigua                  | Estil: arquitectura popular Anomenat per: Postils | 42° 03′ 03″ N, 1° 39′ 31″ E / 42.050749°N,1.658654°E 648 msnm                                          | bé integrant del patrimoni cultural català |                                 | Modifica les dades a Wikidata |
|        | Molí Vell de Canaleta           | la Valldora | molí d'aigua                  | Estil: arquitectura popular                       | 42° 02′ 42″ N, 1° 39′ 22″ E / 42.04499°N,1.656226°E 637 msnm                                           | bé integrant del patrimoni cultural català |                                 | Modifica les dades a Wikidata |
|        | Molí de Can Feliu               | Navès       | molí d'aigua                  | Estil: arquitectura popular 18th century          | 41° 59′ 54″ N, 1° 39′ 00″ E / 41.99837°N,1.65011°E ca:dreta de l'Aigua Dora 525 msnm                   | bé integrant del patrimoni cultural català |                                 | Modifica les dades a Wikidata |
|        | Molí del Pujol                  | la Valldora | molí d'aigua                  |                                                   | 42° 05′ 06″ N, 1° 40′ 24″ E / 42.0850340612409°N,1.67335743289729°E ca:dreta de l'Aigua d'Ora 740 msnm |                                            |                                 | Modifica les dades a Wikidata |
|        | Molí i serradora de Ca l'Ambrós | la Valldora | molí d'aigua                  | Estil: arquitectura popular 18th century          | 42° 05′ 08″ N, 1° 40′ 25″ E / 42.08549°N,1.67366°E ca:dreta de l'Aigua d'Ora 742 msnm                  | bé integrant del patrimoni cultural català | Molí i serradora de Ca l'Ambrós | Modifica les dades a Wikidata |
|        | Molí i serradora de Cal Guirre  | la Valldora | molí d'aigua                  | Estil: arquitectura popular 18th century          | 42° 05′ 20″ N, 1° 40′ 42″ E / 42.088773°N,1.678369°E 750 msnm                                          | bé integrant del patrimoni cultural català |                                 | Modifica les dades a Wikidata |
|        | Moscavera                       | Navès       | molí d'aigua Ús: molí fariner | Estil: arquitectura popular                       | 41° 59′ 29″ N, 1° 39′ 16″ E / 41.991411°N,1.654522°E 519 msnm                                          | bé integrant del patrimoni cultural català | Moscavera                       | Modifica les dades a Wikidata |

## muntanya
| imatge | Nom                    | Ubicat a                              | instància de | Detalls | coordenades                                                                            | Protecció | Commons (més fotos)      | Dades a WD                    |
| ------ | ---------------------- | ------------------------------------- | ------------ | ------- | -------------------------------------------------------------------------------------- | --------- | ------------------------ | ----------------------------- |
|        | Linya                  | Navès                                 | muntanya     |         | 41° 58′ 07″ N, 1° 37′ 19″ E / 41.96858889°N,1.62185556°E 668 msnm                      |           |                          | Modifica les dades a Wikidata |
|        | Puig Gertell           | Capolat Navès                         | muntanya     |         | 42° 04′ 32″ N, 1° 41′ 28″ E / 42.07541944°N,1.69113056°E Cingles de Travil 1388 msnm   |           | Puig Gertell             | Modifica les dades a Wikidata |
|        | Puig Rodon             | Navès Capolat                         | muntanya     |         | 42° 04′ 52″ N, 1° 41′ 18″ E / 42.08103611°N,1.68841111°E Muntanya de Taravil 1338 msnm |           | Puig Rodon (Capolat)     | Modifica les dades a Wikidata |
|        | Roc de les Monges      | Navès                                 | muntanya     |         | 42° 05′ 48″ N, 1° 43′ 02″ E / 42.096656°N,1.717248°E 1415 msnm                         |           | Roc de les Monges        | Modifica les dades a Wikidata |
|        | Serrat de Bonaire      | Navès                                 | muntanya     |         | 42° 05′ 21″ N, 1° 35′ 41″ E / 42.08919444°N,1.5947°E 1147 msnm                         |           |                          | Modifica les dades a Wikidata |
|        | Serrat de Torreblanca  | Navès                                 | muntanya     |         | 42° 02′ 58″ N, 1° 38′ 11″ E / 42.04930556°N,1.63639722°E 1076 msnm                     |           |                          | Modifica les dades a Wikidata |
|        | Serrat de Torrielles   | Navès l'Espunyola Montmajor           | muntanya     |         | 42° 02′ 11″ N, 1° 41′ 50″ E / 42.0365°N,1.69736°E 949 msnm                             |           |                          | Modifica les dades a Wikidata |
|        | Tossal Rodó            | Navès                                 | muntanya     |         | 42° 00′ 45″ N, 1° 35′ 56″ E / 42.012595°N,1.598998°E 895 msnm                          |           |                          | Modifica les dades a Wikidata |
|        | Tossal de Vall-llonga  | Navès Sant Llorenç de Morunys Guixers | muntanya     |         | 42° 07′ 17″ N, 1° 34′ 57″ E / 42.1215°N,1.58247°E 1251 msnm                            |           | Tossal de Vall-llonga    | Modifica les dades a Wikidata |
|        | Tossal de Vilella      | Capolat Navès                         | muntanya     |         | 42° 05′ 29″ N, 1° 43′ 20″ E / 42.0914°N,1.72226°E 1526 msnm                            |           | Tossal de Vilella        | Modifica les dades a Wikidata |
|        | Turó de Can Bosc       | Navès                                 | muntanya     |         | 42° 01′ 49″ N, 1° 39′ 49″ E / 42.0302°N,1.66349°E 923 msnm                             |           |                          | Modifica les dades a Wikidata |
|        | Turó de l'Escala       | Navès                                 | muntanya     |         | 42° 05′ 38″ N, 1° 39′ 47″ E / 42.09383889°N,1.66313056°E serra de Busa 1278 msnm       |           | Turó de l'Escala (Navès) | Modifica les dades a Wikidata |
|        | Turó del Vilar         | Navès                                 | muntanya     |         | 42° 01′ 40″ N, 1° 40′ 13″ E / 42.02771111°N,1.67014722°E 933 msnm                      |           |                          | Modifica les dades a Wikidata |
|        | el Capolat             | Navès                                 | muntanya     |         | 42° 06′ 30″ N, 1° 37′ 33″ E / 42.10832222°N,1.62574722°E 1358 msnm                     |           | El Capolat               | Modifica les dades a Wikidata |
|        | el Capolatell          | Navès                                 | muntanya     |         | 42° 06′ 27″ N, 1° 37′ 14″ E / 42.107502°N,1.620623°E 1316 msnm                         |           | El Capolatell            | Modifica les dades a Wikidata |
|        | el Castell             | Navès                                 | muntanya     |         | 42° 06′ 58″ N, 1° 36′ 04″ E / 42.11600278°N,1.60109278°E 976 msnm                      |           | El Castell (Navès)       | Modifica les dades a Wikidata |
|        | el Castellot d'Orriols | Navès                                 | muntanya     |         | 42° 05′ 47″ N, 1° 40′ 55″ E / 42.0964°N,1.68204°E 1187 msnm                            |           | El Castellot d'Orriols   | Modifica les dades a Wikidata |
|        | el Cogul               | Navès                                 | muntanya     |         | 42° 06′ 36″ N, 1° 38′ 22″ E / 42.1100346816°N,1.6394532915°E 1526 msnm                 |           | El Cogul (Navès)         | Modifica les dades a Wikidata |
|        | el Ròdol               | Navès                                 | muntanya     |         | 42° 04′ 31″ N, 1° 39′ 09″ E / 42.0753°N,1.65254°E 1114 msnm                            |           |                          | Modifica les dades a Wikidata |
|        | la Castelloneta        | Navès                                 | muntanya     |         | 42° 06′ 45″ N, 1° 33′ 18″ E / 42.112386°N,1.5549°E Clot de Vilamala 1112 msnm          |           | La Castelloneta          | Modifica les dades a Wikidata |
|        | la Guàrdia             | Navès                                 | muntanya     |         | 42° 05′ 35″ N, 1° 37′ 27″ E / 42.093104°N,1.624209°E 1448 msnm                         |           | La Guàrdia (Navès)       | Modifica les dades a Wikidata |
|        | la Serreta             | Navès                                 | muntanya     |         | 42° 04′ 22″ N, 1° 38′ 33″ E / 42.07284°N,1.642531°E 1210 msnm                          |           |                          | Modifica les dades a Wikidata |

## nucli de població
| imatge | Nom          | Ubicat a | instància de      | Detalls | coordenades                                                                | Protecció | Commons (més fotos)  | Dades a WD                    |
| ------ | ------------ | -------- | ----------------- | ------- | -------------------------------------------------------------------------- | --------- | -------------------- | ----------------------------- |
|        | Pià          | Navès    | nucli de població |         | 42° 04′ 02″ N, 1° 34′ 55″ E / 42.06715306°N,1.582075°E 958 msnm            |           | Pià (Navès)          | Modifica les dades a Wikidata |
|        | Santa Llúcia | Navès    | nucli de població |         | 41° 59′ 15″ N, 1° 37′ 52″ E / 41.987534604254°N,1.6311014876591°E 633 msnm |           | Santa Llúcia (Navès) | Modifica les dades a Wikidata |
|        | Vilandeny    | Navès    | nucli de població |         | 41° 58′ 35″ N, 1° 41′ 08″ E / 41.976463989368°N,1.6856527752378°E 584 msnm |           | Vilandeny            | Modifica les dades a Wikidata |

## pont
| imatge | Nom                         | Ubicat a                                    | instància de | Detalls                                                                    | coordenades | Protecció                                  | Commons (més fotos)   | Dades a WD                    |
| ------ | --------------------------- | ------------------------------------------- | ------------ | -------------------------------------------------------------------------- | --- | ------------------------------------------ | --------------------- | ----------------------------- |
|        | Pas de Corbera              | Navès                                       | pont         |                                                                            | 42° 00′ 43″ N, 1° 39′ 04″ E / 42.012047693535°N,1.65103610662966°E                                                               |                                            |                       | Modifica les dades a Wikidata |
|        | Pont de Tentellatge         | Navès                                       | pont         |                                                                            | 42° 01′ 59″ N, 1° 40′ 40″ E / 42.0331546830348°N,1.67778335590927°E                                                              |                                            |                       | Modifica les dades a Wikidata |
|        | Pont de Vall-llonga         | les Cases de Posada Sant Llorenç de Morunys | pont         | Estil: arquitectura popular Travessa: Cardener                             | 42° 07′ 18″ N, 1° 36′ 11″ E / 42.12175°N,1.602986°E 42° 08′ 29″ N, 1° 35′ 05″ E / 42.1414813133436°N,1.58485717451997°E 790 msnm | bé integrant del patrimoni cultural català | Pont de Vall-llonga   | Modifica les dades a Wikidata |
|        | Pont de les Cases de Posada | les Cases de Posada                         | pont         | Estil: arquitectura popular Travessa: Cardener                             | 42° 06′ 45″ N, 1° 35′ 41″ E / 42.1125°N,1.59476°E ca:Sota les aigües del pantà de la Llosa del Cavall 731 msnm                   | bé integrant del patrimoni cultural català |                       | Modifica les dades a Wikidata |
|        | Pont del Cavall             | Pià                                         | pont         | Estil: arquitectura popular Travessa: Cardener                             | 42° 05′ 21″ N, 1° 34′ 41″ E / 42.089135°N,1.57798°E 670 msnm                                                                     | bé integrant del patrimoni cultural català |                       | Modifica les dades a Wikidata |
|        | Pont del Llop               | Pià                                         | pont         | Estil: arquitectura popular Travessa: Cardener Estat: parcialment destruït | 42° 04′ 23″ N, 1° 34′ 15″ E / 42.073133°N,1.570877°E 635 msnm                                                                    | bé integrant del patrimoni cultural català | Pont del Llop (Navès) | Modifica les dades a Wikidata |
|        | la Palanca                  | Navès                                       | pont         |                                                                            | 42° 06′ 27″ N, 1° 37′ 18″ E / 42.1074363350481°N,1.62171750471685°E                                                              |                                            |                       | Modifica les dades a Wikidata |

## serra
| imatge | Nom                          | Ubicat a                    | instància de | Detalls                | coordenades                                                                       | Protecció | Commons (més fotos)          | Dades a WD                    |
| ------ | ---------------------------- | --------------------------- | ------------ | ---------------------- | --------------------------------------------------------------------------------- | --------- | ---------------------------- | ----------------------------- |
|        | Carena de Besora             | Navès                       | serra        | Llarg: 2.4km           | 42° 01′ 11″ N, 1° 36′ 08″ E / 42.019675°N,1.60225972°E 850 msnm                   |           |                              | Modifica les dades a Wikidata |
|        | Carena de Cal Moixí          | Navès                       | serra        | Llarg: 3.9km           | 42° 05′ 07″ N, 1° 37′ 26″ E / 42.085307°N,1.623877°E 1301 msnm                    |           | Carena de Cal Moixí          | Modifica les dades a Wikidata |
|        | Carena de Passacabres        | Navès                       | serra        |                        | 42° 02′ 12″ N, 1° 38′ 09″ E / 42.036643°N,1.635822°E 956 msnm                     |           |                              | Modifica les dades a Wikidata |
|        | Carena de Santa Cecília      | Navès                       | serra        |                        | 42° 02′ 59″ N, 1° 35′ 51″ E / 42.04969167°N,1.59741944°E 1009 msnm                |           |                              | Modifica les dades a Wikidata |
|        | Carena de Ventolra           | Navès                       | serra        | Anomenat per: Ventolra | 42° 01′ 51″ N, 1° 36′ 57″ E / 42.0308°N,1.61577°E 908 msnm                        |           |                              | Modifica les dades a Wikidata |
|        | Carena del Bassot            | Navès                       | serra        | Llarg: 2.4km           | 42° 05′ 03″ N, 1° 38′ 00″ E / 42.0843°N,1.63329°E 1317 msnm                       |           | Carena del Bassot            | Modifica les dades a Wikidata |
|        | Carena dels Pujols           | Navès                       | serra        |                        | 42° 02′ 50″ N, 1° 35′ 08″ E / 42.04726111°N,1.58557444°E 1003 msnm                |           | Carena dels Pujols           | Modifica les dades a Wikidata |
|        | Serra de Codonyola           | Navès                       | serra        |                        | 42° 05′ 03″ N, 1° 36′ 52″ E / 42.08414194°N,1.61458333°E 1335 msnm                |           | Serra de Codonyola           | Modifica les dades a Wikidata |
|        | Serra de Montjorn            | Navès                       | serra        |                        | 42° 04′ 05″ N, 1° 36′ 31″ E / 42.06804333°N,1.60852222°E 1213 msnm                |           |                              | Modifica les dades a Wikidata |
|        | Serra de Vila-seca           | Navès                       | serra        |                        | 42° 03′ 42″ N, 1° 38′ 24″ E / 42.06168333°N,1.63986667°E 1210 msnm                |           |                              | Modifica les dades a Wikidata |
|        | Serra de la Canya            | Montmajor Navès             | serra        |                        | 42° 01′ 35″ N, 1° 41′ 37″ E / 42.02635556°N,1.69351389°E 896 msnm                 |           |                              | Modifica les dades a Wikidata |
|        | Serradet de Cal Manel        | Navès                       | serra        |                        | 41° 58′ 42″ N, 1° 37′ 03″ E / 41.9782°N,1.61762°E 617 msnm                        |           |                              | Modifica les dades a Wikidata |
|        | Serrat de Bonavista          | l'Espunyola Montmajor Navès | serra        |                        | 42° 03′ 28″ N, 1° 40′ 29″ E / 42.0577°N,1.67486°E 1135 msnm                       |           |                              | Modifica les dades a Wikidata |
|        | Serrat de Sòbol              | Guixers Navès               | serra        |                        | 42° 07′ 35″ N, 1° 33′ 34″ E / 42.12652°N,1.559348°E Vall de Lord 1378 1377.9 msnm |           | Serrat de Sòbol              | Modifica les dades a Wikidata |
|        | Serrat de l'Àliga            | Navès                       | serra        |                        | 42° 02′ 36″ N, 1° 37′ 12″ E / 42.0433°N,1.61998°E 1057 msnm                       |           |                              | Modifica les dades a Wikidata |
|        | Serrat de la Caseta          | Navès                       | serra        |                        | 41° 59′ 52″ N, 1° 38′ 19″ E / 41.99788611°N,1.63859444°E 617 msnm                 |           |                              | Modifica les dades a Wikidata |
|        | Serrat de la Torre del Merlí | Navès                       | serra        |                        | 42° 03′ 12″ N, 1° 34′ 26″ E / 42.0533°N,1.57394°E 937 msnm                        |           | Serrat de la Torre del Merlí | Modifica les dades a Wikidata |
|        | Serrat del Llop              | Navès Clariana de Cardener  | serra        |                        | 41° 57′ 41″ N, 1° 37′ 38″ E / 41.9613°N,1.6272°E 662 msnm                         |           |                              | Modifica les dades a Wikidata |
|        | Serrat del Moro              | Navès                       | serra        |                        | 41° 58′ 19″ N, 1° 38′ 26″ E / 41.97205°N,1.64050833°E 621 msnm                    |           |                              | Modifica les dades a Wikidata |
|        | serra de Busa                | Navès                       | serra        |                        | 42° 06′ 35″ N, 1° 38′ 20″ E / 42.10973611°N,1.63879444°E 1526 msnm                |           | Serra de Busa                | Modifica les dades a Wikidata |
|        | serra dels Tossals           | Capolat Navès               | serra        | Llarg: 6.9km           | 42° 05′ 21″ N, 1° 44′ 17″ E / 42.089105°N,1.738031°E 1526 msnm                    |           | Serra dels Tossals           | Modifica les dades a Wikidata |
|        | serrat de la Qüestió         | Navès                       | serra        | Llarg: 1.45km          | 42° 05′ 50″ N, 1° 42′ 51″ E / 42.09725833°N,1.71405833°E 1414 msnm                |           | Serrat de la Qüestió         | Modifica les dades a Wikidata |

## teuleria
| imatge | Nom                          | Ubicat a            | instància de | Detalls                                                                                   | coordenades | Protecció                                  | Commons (més fotos) | Dades a WD                    |
| ------ | ---------------------------- | ------------------- | ------------ | ----------------------------------------------------------------------------------------- | ----------- | ------------------------------------------ | ------------------- | ----------------------------- |
|        | Forn de Cortielles           | Pegueroles          | teuleria     | Estil: arquitectura popular                                                               |             | bé integrant del patrimoni cultural català |                     | Modifica les dades a Wikidata |
|        | Rajoleria de les Cases Altes | les Cases de Posada | teuleria     | Estil: arquitectura popular Estat: localització desconeguda Anomenat per: les Cases Altes |             | bé integrant del patrimoni cultural català |                     | Modifica les dades a Wikidata |

## vèrtex geodèsic
| imatge | Nom       | Ubicat a | instància de    | Detalls    | coordenades                                                        | Protecció | Commons (més fotos) | Dades a WD                    |
| ------ | --------- | -------- | --------------- | ---------- | ------------------------------------------------------------------ | --------- | ------------------- | ----------------------------- |
|        | Guardiola | Navès    | vèrtex geodèsic | Alt: 1.18m | 42° 05′ 35″ N, 1° 37′ 27″ E / 42.093039°N,1.624149°E 1448.641 msnm |           |                     | Modifica les dades a Wikidata |
|        | Linya     | Navès    | vèrtex geodèsic |            | 41° 58′ 07″ N, 1° 37′ 19″ E / 41.968582°N,1.621871°E 682.7 msnm    |           |                     | Modifica les dades a Wikidata |

## Misc
| imatge | Nom                              | Ubicat a                              | instància de                                                          | Detalls                                                           | coordenades                                                                                             | Protecció                                  | Commons (més fotos)      | Dades a WD                    |
| ------ | -------------------------------- | ------------------------------------- | --------------------------------------------------------------------- | ----------------------------------------------------------------- | --- | ------------------------------------------ | ------------------------ | ----------------------------- |
|        | Antigues                         | Navès                                 | entitat territorial administrativa desapareguda                       |                                                                   | |                                            |                          | Modifica les dades a Wikidata |
|        | Balma de Guilanyà                | Navès                                 | jaciment arqueològic abric rocós                                      |                                                                   | 42° 05′ 09″ N, 1° 36′ 06″ E / 42.08591088778134°N,1.6016590366791843°E                                  | espai de protecció arqueològica            |                          | Modifica les dades a Wikidata |
|        | Bosc de Sant Ponç                | Clariana de Cardener Navès            | bosc                                                                  |                                                                   | 41° 58′ 53″ N, 1° 36′ 07″ E / 41.98139167°N,1.60202139°E 523 645 msnm                                   |                                            |                          | Modifica les dades a Wikidata |
|        | Forn d'oli de ginebre de Mataret | Pià                                   | forn d'oli de ginebre                                                 | Estil: arquitectura popular                                       | ca:Entre una cruïlla de camins, paratge de Mataret                                                      | bé integrant del patrimoni cultural català |                          | Modifica les dades a Wikidata |
|        | Grau de l'Areny                  | Busa                                  | grau                                                                  |                                                                   | 42° 06′ 16″ N, 1° 37′ 35″ E / 42.104329°N,1.626362°E 1210 1260 msnm                                     |                                            | Grau de l'Areny          | Modifica les dades a Wikidata |
|        | La llosa del Cavall              | Pià                                   | despreniment                                                          |                                                                   | 42° 06′ 00″ N, 1° 34′ 59″ E / 42.099924°N,1.583017°E ca:Sota les aigues de la Llosa del Cavall 695 msnm |                                            | La llosa del Cavall      | Modifica les dades a Wikidata |
|        | Parc Aigua d'Ora                 | Navès Montmajor Olius                 | espai d'interès natural àrea protegida Pla d'Espais d'Interès Natural | 2014 Superfície: 6324.74343ha                                     | 42° 03′ 35″ N, 1° 37′ 08″ E / 42.05974°N,1.61881°E                                                      |                                            | Parc Aigua d'Ora         | Modifica les dades a Wikidata |
|        | Sant Climent de la Selva         | la Selva                              | església parroquial                                                   | Estil: arquitectura neoclàssica arquitectura popular 17th century | 42° 04′ 51″ N, 1° 38′ 50″ E / 42.0808°N,1.64722°E 1053 msnm                                             | bé integrant del patrimoni cultural català | Sant Climent de la Selva | Modifica les dades a Wikidata |
|        | Tina del Querol                  | Navès                                 | tina                                                                  | Estil: arquitectura popular Anomenat per: el Querol de Sorba      | 41° 59′ 08″ N, 1° 40′ 00″ E / 41.9855°N,1.66676°E 564 msnm                                              | bé integrant del patrimoni cultural català |                          | Modifica les dades a Wikidata |
|        | casa consistorial de Navès       | Navès                                 | casa consistorial                                                     |                                                                   | 41° 59′ 32″ N, 1° 38′ 12″ E / 41.9922828°N,1.6367776°E                                                  |                                            | Town hall of Navès       | Modifica les dades a Wikidata |
|        | la Barraca                       | Navès                                 | cabana                                                                | Estat: localització desconeguda                                   | 41° 58′ 47″ N, 1° 37′ 27″ E / 41.9796393322153°N,1.62419966893502°E                                     |                                            |                          | Modifica les dades a Wikidata |
|        | pantà de la Llosa del Cavall     | Navès Guixers Sant Llorenç de Morunys | embassament                                                           | Superfície: 3ha Volum: 79.4hm³ Conca: 200km²                      | 42° 05′ 59″ N, 1° 34′ 58″ E / 42.0998°N,1.58285°E 806 msnm                                              |                                            | Llosa del Cavall         | Modifica les dades a Wikidata |
|        | presa de la Llosa del Cavall     | Navès                                 | presa de volta Ús: aigua potable control de crescudes                 | Llarg: 326m Alt: 122m Volum: 350000m³                             | 42° 05′ 59″ N, 1° 34′ 58″ E / 42.099728°N,1.582832°E 810 688 msnm                                       |                                            | Llosa del Cavall         | Modifica les dades a Wikidata |